# Молдавское княжество
Молда́вское кня́жество (Молдавия, Молдова; з.-рус Молдославия, церк.-слав. Землѧ Молдавскаѧ, молд. Пріnціпатꙋл Молдовеĭ, Цара Мѡлдовєй, Цара Молдовей, Земля Молдовлахийская, греч. Ροσοβλαχια «Русо-Влахия», тур. Bogdania) — государство, существовавшее в XIV—XIX веках, на территории современной Молдовы, части современных Румынии и Украины. Культурно и исторически связано с Валашским княжеством, а также c Русью, Болгарией и Османской империей.
В средние века известно как Малая Валахия, в турецких источниках — Богдания (по имени его первого правителя Богдана I), иногда Кара-Ифлака.
В 1775 году северная часть Молдавского княжества, получившая название Герцогство Буковина, вошла в состав Габсбургской монархии. Восточная же часть княжества (получившая название Бессарабская область) в 1812 году вошла в состав Российской империи (Новороссийско-Бессарабское генерал-губернаторство). В 1859 году находящаяся за рекой Прут оставшаяся часть Молдавского княжества объединилась с Валашским княжеством и возникло новое государство Соединённые княжества Молдавии и Валахии, с 1861 года Румыния, которое с 1881 года стало Королевством Румыния.

## Этимология, названия государства
Согласно первым молдавским летописям, название Молдавского княжества — молд. Молдова, или Цара Молдовей («Молдавская земля») — произошло от названия реки Молдова, ранее называлась (устар.) Молдава.
Согласно легенде, именно в бассейне Молдовы находился первоначальный центр княжества.
Самоназвание «Русовлахия» связано, в первую очередь, видимо, не с культурно-историческими связями и с очень значительным процентом русинского населения (по подсчётам некоторых историков, в среднем только 42,5 % всего населения, минимум только 37,5 %, максимум только 47,5 % от всего населения, но незначительная часть утверждает, что это число уже как минимум чуть свыше половины или вообще более половины всего населения, аж до 55 % населения), молдаво-русинским двуязычием населения, а с его «русской верой». В копии Симиона Даскэла хроники летописца Григорие Уреке автор утверждает, что земля состоит из двух языков: половина — русины, половина — румыны («este făcută țara den doao limbi, de rumâni și de ruși, de care lucru să cunoaște că și păn' astăzi este țara giumătate de ruși și giumătate de rumâni»). По мнению известного румынского историка П. Панаитеску, Валахия в написанных на государственном церковнославянском языке актах называлась «Угровлахия», а короче, в терминах внутри текстов, — «Влашскя Земля»... Объясняется это тем, что когда в период 1357 году была образована новая митрополия в Арджеше, патриарх Константинопольский, которому была известна другая Влахия — на Балканском полуострове, обозначил новую епархию, с целью чёткого различия: «Угровлахия», то есть Влахия в стороне венгров. Когда Константинопольская Патриархия позднее образовала ещё одну митрополию — в историческом центре Молдавского княжества Сучаве, то обозначила её вначале «Русовлахия», то есть «Влахия в стороне русинов». Но это широко распространённое в Средние века официальное название к настоящему времени исчезло, потому что Карпатско-Днестровское княжество получило и такое своё имя, которое не допускало никакой путаницы: «Молдова», в то время как страну с названием «Молдовлахия» или «Русовлахия» могли спутать с остальными «Влахиями». В своих старославянских грамотах Штефан Великий именует себя «господарем Земли Молдовлахийской».
В средневековых иностранных источниках Молдавское княжество называли также «Великая Валахия». Например, Канцлер Венгрии и Богемии Феликс Петанций (1455—1517) приводит сведения о Молдавии, называемой им «Valachiam maiorem», то есть Большой (или Великой) Валахией. Турки называли Молдавию Богдания (тур. Boğdan Prensliği — «Богданово княжество»), имея в виду Богдана I Основателя, или иногда Карабогдания (тур. Karaboğdan).

## Территория и демография

### Территория

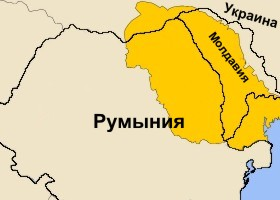
Молдавское княжество в период наибольшего расширения на фоне границ современных государств

Молдавское княжество располагалось на восточных склонах Карпат. Сейчас земли княжества входят в состав современных государств: Румыния, Молдавия (за исключением левобережного Приднестровья) и Украина (Южная Бессарабия, Северная Буковина). На востоке территория княжества ограничивалась рекой Днестр, по которой пролегала граница сначала с Золотой Ордой, потом — с Речью Посполитой, со временем с Российской империей, простирающаяся от истоков реки вплоть до Днестровского лимана. На юге и юго-востоке княжество непродолжительное время выходило к Чёрному морю, так как эту территорию часто захватывали соседние государства. На юге граница с Валахией (позже с Османской империей) проходила по Килийскому гирлу, что в дельте Дуная, а затем по рекам Дунай, Сирет и Милков. В районе Карпатских гор граница сворачивала к северу, проходя дальше по вершинам Карпат. Тут Молдавское княжество соседствовало с Трансильванией и Венгрией. С северо-востока Молдавское княжество отделяла от Польского королевства и очаковских татар река Днестр. Реки Днестр, Серафинец, Колачин и Черемош в совокупности образовывали северные границы княжества.

### Административно-территориальное деление
Согласно Дмитрию Кантемиру, Молдавское княжество делилось на три части: Нижнюю Молдавию (Нижняя страна), Верхнюю Молдавию (Верхняя страна) и Бессарабию. В начале XVI века южная часть Бессарабии и часть Тигинского округа были захвачены Османской империей. В 1812 году Бессарабия по Бухарестскому миру отошла к Российской империи, но после Парижского мирного договора в 1856 году в состав княжества вернулся юг Бессарабии.
Нижняя Молдавия (молд. Цара-де-Жос) состояла из двенадцати провинций, называемых также округами или дистриктами. В её центре находился Ясский округ с главным городом Яссы, бывшим с 1565 года столицей Молдавского княжества. Южнее Ясского округа находился Кырлигатурский округ с центром в городе Тыргу-Фрумос. Западнее Ясс был Романский округ с центром в городе Роман, а восточнее — Васлуйский, с центром в городе Васлуй. Ещё южнее существовали Тутовский округ (главный город — Бырлад) и Текучский округ (главный город — Текуч). На юго-западе находились Путнянский округ (центр в Путне), Кохурлуйский округ (центр в Галаце) и Фалчинский округ (центр в несохранившемся городе Фалчиу). На севере с Фалчинским округом граничил Лапушнянский округ (до прихода турок главным был город Тигина, но когда он попал к ним в подданство, центром округа стала Лапушна). Вверх по Днестру от Тигины располагались округа Оргеевский (центр в Оргееве) и Сорокский (центр в Сороках).
Верхняя Молдавия (молд. Цара-де-Сус) также делилась на округа. Севернее Сорокского округа вдоль Днестра находился Хотинский округ с главным городом Хотином. Западнее его существовали Дорохойский округ (центр — Дорохой) и Хырлевский округ (центр в Хырлэу). Оба эти округа на западе граничили с Черновицким округом (центр в Черновцах), который их огибал с севера и юга. Рядом находился Сучавский округ с центром в городе Сучава (в XIV—XVI веках — столица Молдавского княжества). Ещё западнее находились Нямцкий округ (центр в городе Пьятра-Нямц) и Бакэуский округ (центр в городе Бакэу).
Южная Бессарабия делилась на четыре земли: Буджакскую (не было главного города), Аккерманскую (центр в Четатя-Албэ), Килийскую (центр в Килии) и Измаильскую (центр в Измаиле). После прихода в Молдавию турок эти земли стали частью Османской империи.

### Население
И. Пич считал, что с III по XIII века романский элемент сохранился в основном в Марамуреше, Банате и Трансильвании. Учёный отмечает, что в Банате и Трансильванских Альпах румынское население было более значительным. На территории Валахии и Молдавии в III веке романский элемент исчез. Таким образом, позднейшая румынизация Валахии и Молдавии шла не с юга, a из Трансильвании, вероятно, под напором венгров и саксов.
В VIII—XI веках земли княжества были заселены славянами-тиверцами, поглотившими остатки местного дако-скифского населения, не подвергшегося романизации, в отличие от территории Римской Дакии (Дакия). В ходе нашествий венгров, печенегов, половцев, монголо-татар регион был занят кочевыми народами. В XIII—XIV веках, после ослабления тюркских нашествий, земли будущего княжества заселило валашское население, мигрировавшее из соседних регионов, в частности из Валахии и Трансильвании.
Изначально территория государства ограничивалась незначительным пространством в долинах рек Молдавии, Быстрицы и Сирета преимущественно с восточнославянским населением: в пределах территории Молдавского государства по состоянию на вторую половину XIV века находилось 142 населённых пункта с восточнославянским населением и лишь 122 поселение, где преобладали прибывшие из Марамуреша и Семиградья волохи. Таким образом во второй половине XIV века восточнославянское население составляло две трети от общего количества жителей Молдавской земли.
К концу XIV века территория Молдавского княжества расширилась, было присоединено множество незаселённых земель. К середине XV века сеть расселения стабилизировалась. Большинство жителей располагалось в районах с наиболее благоприятными условиями для ведения лесного, животноводческого и земледельческого хозяйства — в предгорьях Карпат и холмистых лесных и лесостепных районах междуречий. Согласно грамотам конца XV — начала XVI века в княжестве насчитывалось около 1700 сельских поселений, из которых на левом берегу Прута было только около 13 %, в основном в районе Кодр и Хотинской возвышенности. По расчётам исследователей, к концу XV века в Молдавском княжестве проживало около 220 тысяч человек. Сельское население состояло, в основном, из крестьян-общинников, феодалов и духовенства. Города были населены ремесленниками, торговцами, духовенством, военными и представителями господарской администрации.
Этнический состав населения княжества был неоднородным. На рубеже XV и XVI веков валахи, по данным ономастики, преобладали только среди городского населения. Используя данные сельской ойконимии, Л. Л. Полевой определил долю русинов в Молдавском княжестве в середине XV века в 39,5 %, а долю румынского населения — в 48,7 %. Хотя русины (потомки древнерусского населения Карпато-Днестровских земель) составляли на момент основания до 40 % населения Молдавии, они занимали лишь 20—25 % членов Боярского Совета Стефана Великого. В предисловии к Летописи Земли Молдавской Симеон Даскал (XVII век) указывал, что страна создана из двух языков, что и до сего дня половина страны состоит из румын, а другая - из русских[перепроверить]: "Страна состоит из двух языков - румынского и русского[перепроверить], о чём следует знать, что и сегодня страна наполовину состоит из русских[перепроверить] и наполовину из румын" ("este făcută țara den doao limbi, de rumâni și de ruși, de care lucru să cunoaște că și păn' astăzi este țara giumătate de ruși și giumătate de rumâni").
В княжестве часто встречались татарские сёла, которые здесь остались после завоевания Бессарабии Молдавским княжеством, а на побережье Чёрного моря проживали буджакские татары. Позже появились украинские и русские поселения. В княжестве также проживали венгры (в частности чангоши), болгары, цыгане, в небольшом количестве евреи, немцы и другие этносы.

## Политическая история

### Образование княжества

#### Предыстория
Ещё в IV веке в Восточном Прикарпатье, долинах рек Сучава, Днестр, Ларга, Прут, Молдова, Сирет, Черемош оседлые скотоводы и земледельцы занимались выращиванием зерновых культур и выпасом скота. Край хоть и был расположен близко к владениям Римской империи, но через него часто совершались набеги варваров из степей Северного Причерноморья в Дакию, и из-за этого в нём римское влияние, хоть и присутствовало, было крайне низким.
К IX веку на этих землях возникло несколько территориальных объединений, которые были созданы скорее для координации сил в борьбе с противником. Каждым таким «государством» управлял князь, который имел военную, судебную и административную власть и являлся крупным землевладельцем. Несколько объединений составляли более крупное воеводство, которым управлял воевода. Его основным занятием была координация военных действий во время войн. Ещё в VII веке часть междуречья Прута и Днестра вошла в состав Первого Болгарского царства, однако позже оно было разбито Византийской империей, далее южная часть вошла в состав Второго Болгарского царства, а северо-восточная его часть вошла в состав Киевской Руси. В 1116 году Владимир Мономах назначил своего наместника в Придунавье. С распадом Руси междуречье Днестра и Прута непродолжительное время контролировалось Галицко-Волынским княжеством. Во второй половине XIII — первой половине XIV веков юго-восточная часть Днестровско-Карпатских земель входила в состав Золотой Орды. Районы карпатских предгорий непосредственно не входили во владения Орды, но, очевидно, находились от неё в определённой зависимости.

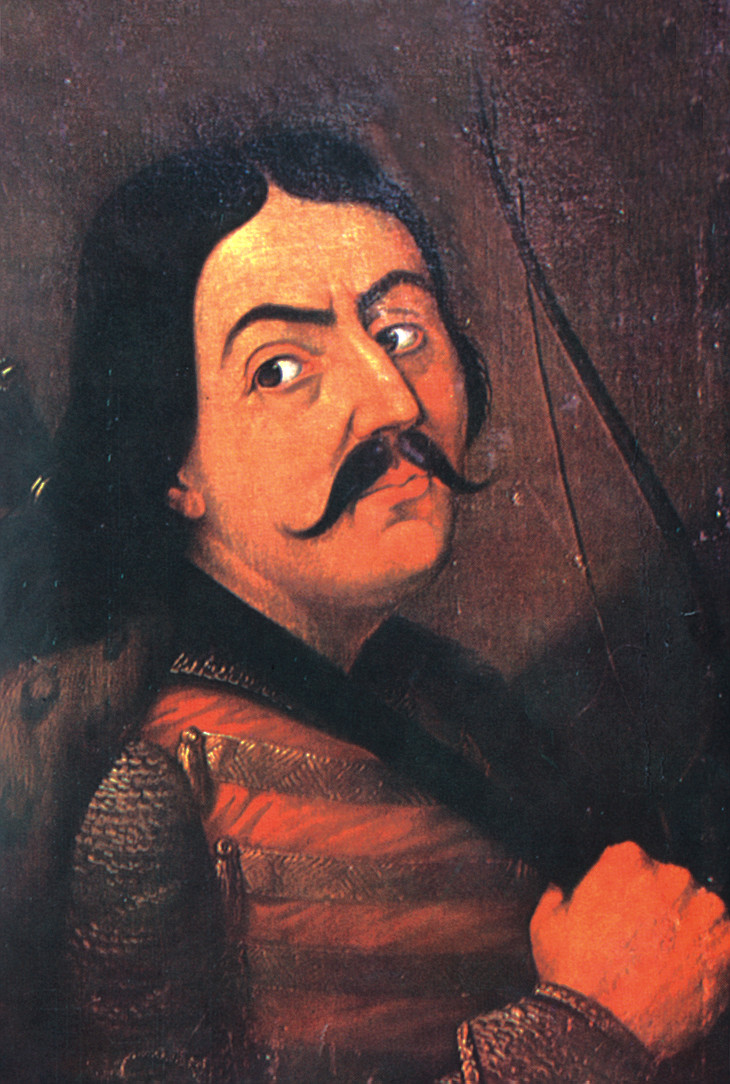
Воевода Драгош

#### Создание княжества
Молдавское княжество было создано местным древнерусским населением (русинами) и волохами. Причём, кроме местных русин, к ним присоединились их сородичи из Марамороша (Марамуреша), которые пошли за Драгошем.
В XIV веке Золотая Орда пришла в упадок. В середине 1340-х годов венгры разгромили золотоордынское войско. Земли в бассейне реки Молдовы оказались под властью венгерских королей. Венгры управляли этой территорией с помощью своих наместников. Самым первым из них был Драгош, воевода из Марамуреша, с именем которого традиция связывает возникновение молдавского государства. Он правил два года с 1351 по 1353 и был маркграфом, вассалом венгерского короля. По его приказу Драгош отправился с войском в междуречье Прута и Днестра, разбил монголов и изгнал их за Днестр, включив земли современной Республики Молдова в состав марки. Вслед за Драгошем пришёл к власти его сын Сас (1354—1358), а затем его внук Балк, правивший меньше года.
В 1359 году в княжество прибыл Богдан I, который поссорился с венгерским королём Лайошем I. Он сместил с престола Балка и поднял восстание против венгров. В течение его правления происходила политическая борьба за независимость с королевством Венгрия, которая завершилась в 1365 году признанием Молдавского княжества венгерским королём. Столицей княжества стал город Сирет.

### Позднее Средневековье

#### Усиление княжества
Следующим правителем Молдавского княжества стал Лацко, сын Богдана. Он был православным, но желал избавиться от зависимости от Византии, а также получить такую же власть, как короли католических стран, а заодно и хотел с помощью Папы Римского развестись с женой, не принёсшей ему сына. Лацко в 1370 году принял католицизм. Вслед за этим последовала попытка окатоличения всей страны с помощью короля Польши и Папы Римского Григория XI. В итоге просьба о разводе господаря с женой римским понтификом была отклонена, а сам Лацко осознал что усиление влияния католичества может ограничить его власть. В итоге он обратился к Галицкому архипастырю с просьбой посвятить для Молдавского княжества двух своих выбранных молдаванами епископов. Те были посвящены по одним данным в 1371 году, а по другим в 1373. Умер Лацко в 1373 году. После окончания его правления к власти в княжестве пришёл Костя Мушат, правивший всего год.
Только при Петре I Мушате, сыне Кости Мушата, Молдавское княжество становится сильнее и активно включается в международные отношения Юго-Восточной Европы. Он принял титул «Petrus Waiwoda dei gratia dux Terre Moldavie» (Пётр Воевода, милостью божьей господарь Земли Молдавской). В это же время в 1386 году сын Дмитрия Донского Василий после трёх лет, проведённых в качестве заложника в Золотой Орде, скрывается в Молдавском княжестве. Русская летопись сообщает: «Того же году княз Василей, великого князя сын Дмитриеев прибеже из Орды в Подольскую землю в великие волохы к Петру Воеводе…» К Петру Мушату приехала делегация от Дмитрия Донского, что ознаменовало первый официальный русско-молдавский контакт.
В 1387 году Молдавское княжество признало сюзеренитет польского короля Владислава II Ягелло, чем Пётр включил государство в систему польско-литовских союзов. При нём области возле бывших галицко-волынских крепостей и сами крепости Хотин, Цецина и Хмелёв вошли в состав Молдавского княжества, а города Яссы, Роман, Сирет, Тыргу-Нямц и Хырлэу впервые упоминаются в летописях. По договору с Польшей удалось получить Покутье как залог за 3000 серебряных рублей. Также при Петре Буковина упоминается как составная часть Молдавского княжества. В 1385 столицей княжества стал город Сучава.
В 1387 году с благословения митрополита Галича Пётр назначает главой Молдавской Православной Церкви Иосифа. В ответ на это Патриарх Константинопольский в том же году предал анафеме целиком всё Молдавское княжество, так как не был согласен с тем, что теряет свой контроль над православными княжествами.

#### В подчинении у Польши

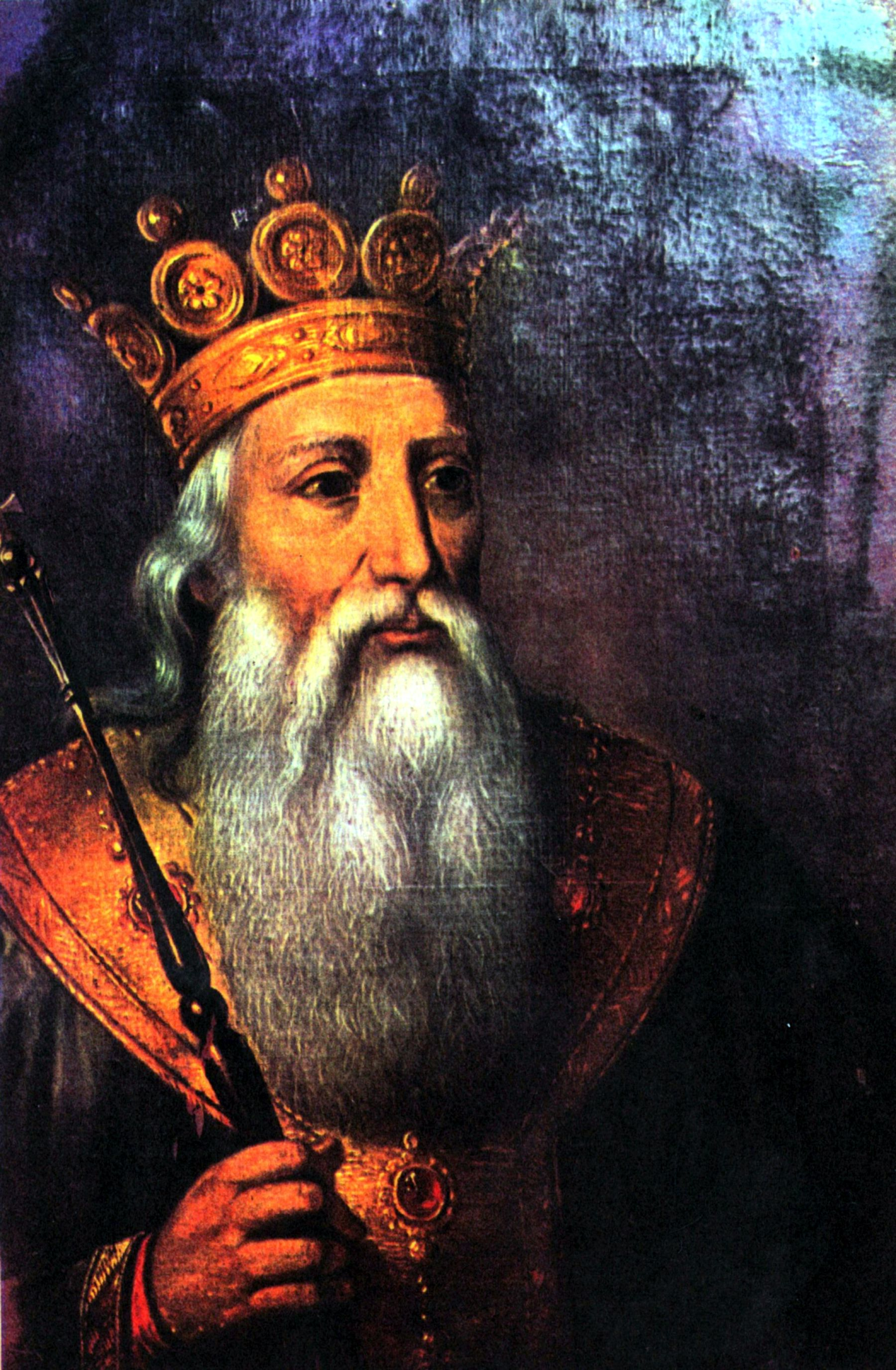
Роман I Мушат

В 1391 году Пётр I Мушат умер. На престол претендовали Роман и Ивашко. В результате новым господарем княжества стал Роман. При нём территория Молдавского княжества продолжала расширяться, в его состав вошли крепости Килия и Четатя-Албэ, а также земли между Днестром и Прутом вплоть до Дуная и Чёрного моря. Тем временем Ивашко заключил союз с польским королём. Вскоре так же поступил и Роман, однако потом он перешёл на сторону правившего в Подолье литовского князя Фёдора Кориатовича, враждебного Польше. Молдавские войска, наравне с литовскими, обороняли города Подолья. В 1393 году объединённые польско-литовские силы взяли Брацлав и ряд других подольских городов, а сам господарь Роман попал к ним в плен и уступил в 1394 молдавский престол своему сыну Стефану I Мушату.
Стефан во всём подчинялся Польше и фактически был её ставленником. В 1395 году он признал польский сюзеренитет, о чём напрямую указывается в грамоте польскому королю («посадил нас и сели мы на воеводстве Земли Молдавской»). У Молдавского княжества и Польского королевства были установлены и общие враги, среди которых значилась Венгрия. Это послужило причиной нападения на княжество венгерских войск, которые вскоре вернулись обратно. Известно, что войска молдаван принимали участие в битве на реке Ворскла в 1399 году, где сражались на стороне литовцев. Предполагается, что Стефан именно в этой битве и погиб. После него к власти пришёл Юга Безногий, который управлял страной всего шесть месяцев. Он был свергнут в результате валашской интервенции Мирчи Старого, который помог занять престол Александру Доброму (молд. Александру чел Бун).

#### Правление Александра Доброго и гражданская война

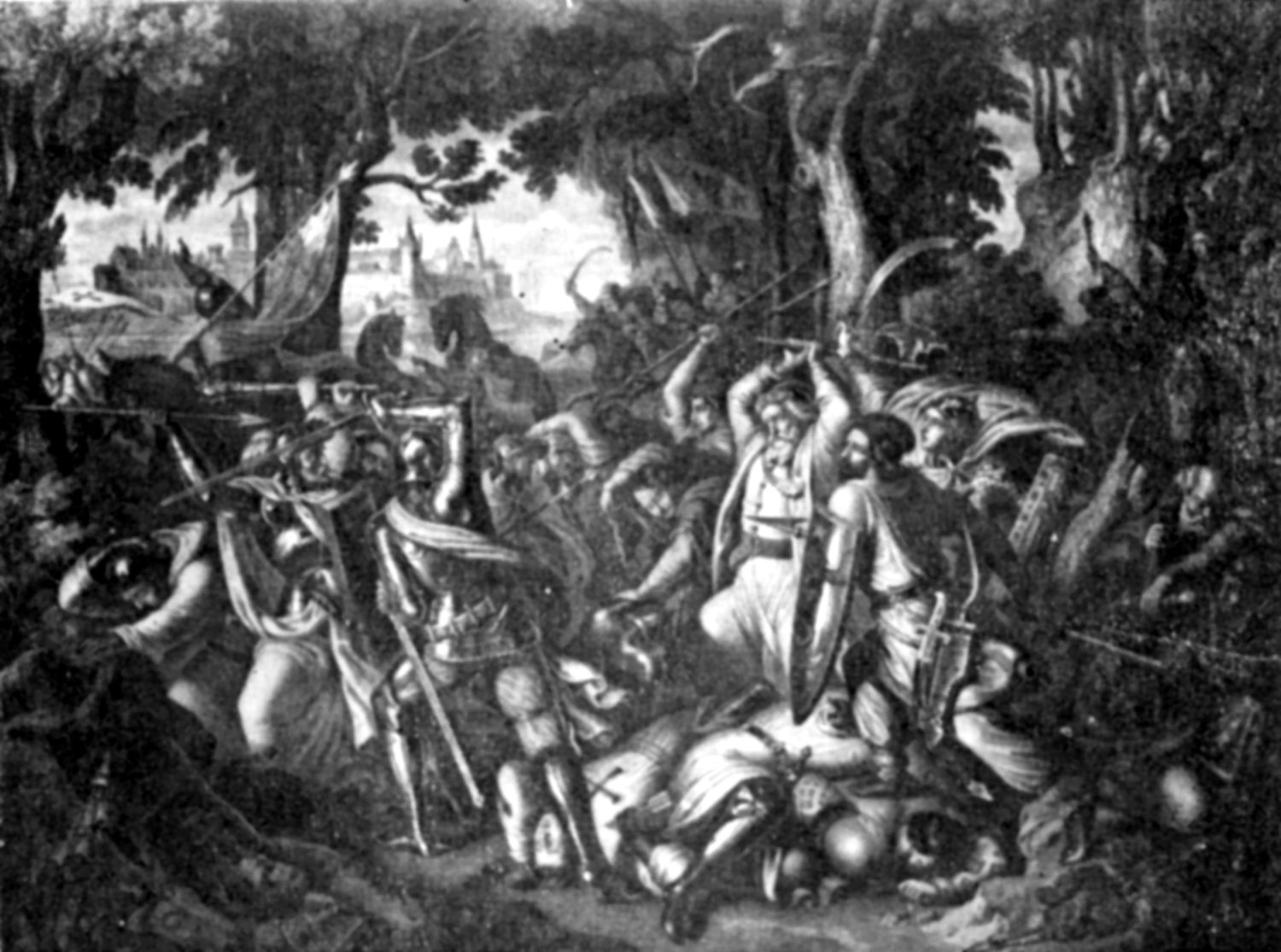
Молдавские воины за границей в битве при Мариенбурге 1422 года

При Александре Добром в стране установилась политическая и экономическая стабильность. Он провёл границу между Валахией и Молдавией, организовал административную структуру, аналогичную валашской, взял под свой контроль торговлю, воспользовавшись стратегическим положением княжества. В 1401 году Константинопольский Патриарх признал Иосифа митрополитом Молдавского княжества. Союзы, заключённые Александром с валашским и польским правителями, помогли в противостоянии с Венгрией. В 1420 году турецкая армия победила Валахию и направилась к Килие и Четатя-Албэ, но крепости сумели выстоять против неё. В 1430 году произошло сближение с Венгрией, и, как следствие, ухудшение отношений с Польшей. Александр скончался в 1432 году, и в Молдавском княжестве начались распри за престол. В стране сменился ряд господарей, некоторые из которых продержались меньше года и приходили к власти по несколько раз.
После смерти Александра само княжество было разделено на Верхнее (Цара де Сус) и Нижнее (Цара де Жос) (включавшее в себя на тот момент также и Бессарабию), которыми управляли ассоциированные господари Илья I и Стефан II, братья, воевавшие между собой и привлекавшие к войнам поляков и венгров. В конце концов, Стефан в 1443 году ослепил Илью и начал самостоятельное правление, но продержался на престоле всего четыре года и в 1447 был убит сыном Ильи Романом II, который стал новым господарем. В 1448 году Роман вынужден был бежать в Польшу, так как к власти в княжестве во второй раз при поддержке венгров пришёл Пётр II (первый приход — с 13 июля по 15 сентября 1447). Он продержался до 1449 года, в том году его сменил Чубэр, который правил около двух месяцев. После Чубэра на молдавский престол несколько раз вступали Алексэндрел и Богдан II, которые были соперниками. 12 октября 1449 года Богдан побеждает Алексэндрела в битве у Тэмэшень и становится единовластным господарем. Однако вскоре его убивает его брат Пётр III Арон, который становится новым господарем и продолжает соперничество с Алексэндрелом за престол.

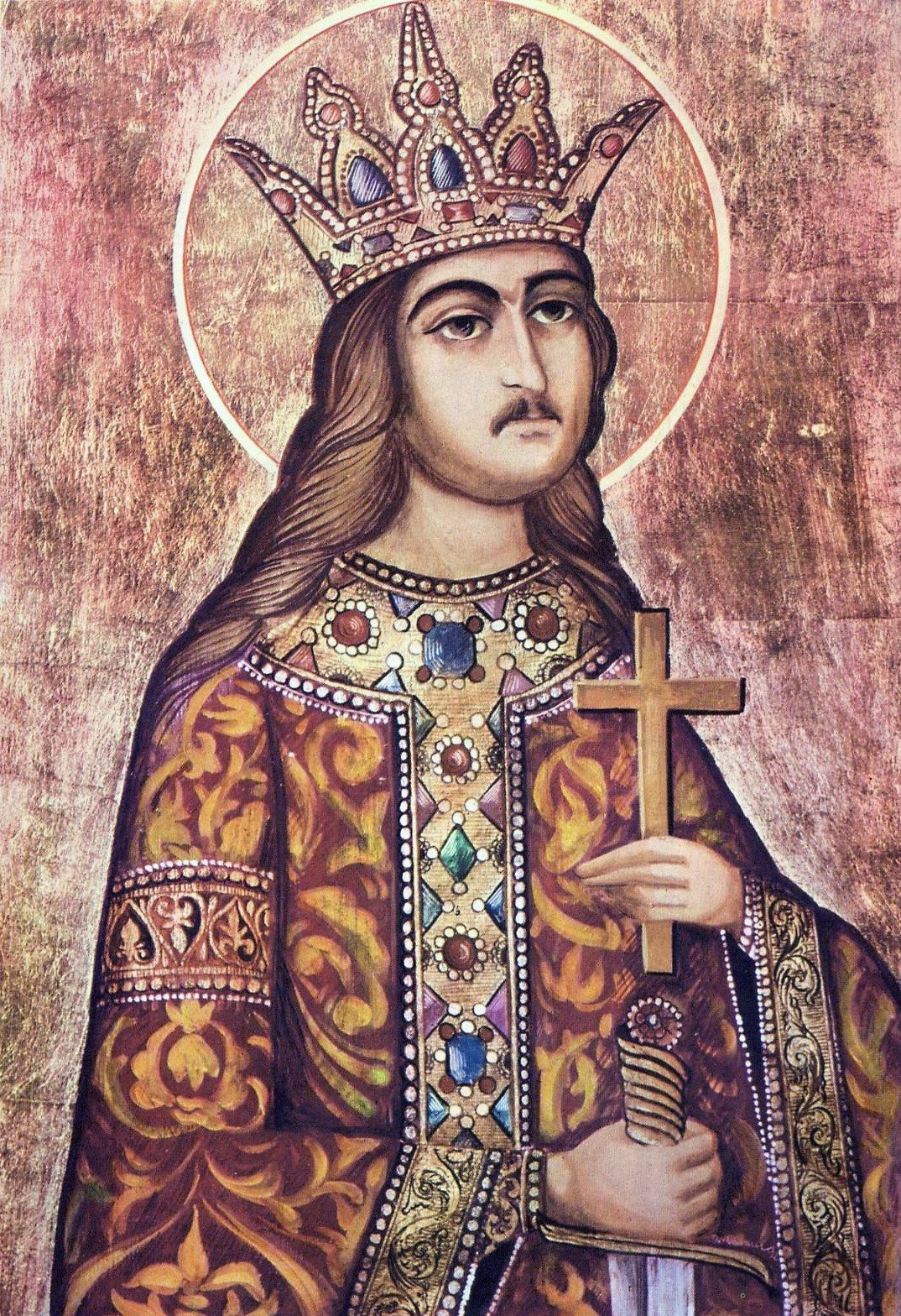
Стефан Великий

Конец смуте положил Стефан Великий (Штефан чел Маре) в 1457 году. Поддержанный валашским правителем Владом Цепешем, он собрал войско и направил его против Петра, который вскоре бежал в Польшу. Таким образом, Стефан стал господарем Молдавского княжества.

### Правление Стефана Великого

#### Войны с соседями
Во время правления Стефана Великого Молдавское княжество достигло наибольшего подъёма. При Стефане разрушенное смутами, войнами и интервенциями Молдавское княжество вновь возродилось. Господарь устраивал торги в молдавских городах, восстанавливал старые и прокладывал новые торговые пути, разрешил и развивал транзитную торговлю. При Стефане молдавский флот находился в Средиземном море и достигал Венеции и Генуи.
Стефан совершил несколько военных походов в Польшу и добился подписания в 1462 году более выгодного Молдавии мирного договора, а также возвращения ранее захваченной поляками молдавской крепости Хотин. С Турцией он старался поддерживать дружественные отношения, продолжая выплачивать ей дань. В самом княжестве для предотвращения опасности со стороны своих конкурентов Стефан проводил жёсткую политику по отношению к боярам. Внутри страны его главным врагом стал Пётр III Арон, который скрывался в Трансильвании, подконтрольной Венгрии.
С целью поймать своего врага Стефан предпринял набег на Трансильванию в 1462 году, но, несмотря на победу, цели своей не добился — Пётр Арон, спасаясь от него, бежал уже в Венгрию. Из-за этого в регионе сложилась крайне напряжённая обстановка — с одной стороны был союз с Польшей, которая противостояла Венгрии, с другой — Венгрия являлась партнёром в борьбе с турками. Однако через некоторое время венгерский король предал Влада Цепеша, господаря Валахии, который был вынужден бежать в Трансильванию, а в самой Валахии его место занял его брат, ставленник турок. Это событие и вынудило Стефана напасть на Венгрию. В 1465 году он захватил Килию, которая, на тот момент, контролировалась венграми, в 1466 году поддержал антивенгерское восстание в Трансильвании, в 1467 году отбил нападение сорокатысячной венгерской армии на Молдавское княжество во главе с венгерским королём Матвеем Корвином, хотя само войско молдавского господаря было в три раза меньше. Петра Арона удалось поймать и казнить, а авторитет княжества вырос в глазах его соседей.
Стефан вёл активную внешнюю политику и далеко за пределами Молдавского княжества. Он, например, заключил военно-политический союз с Московским государством, который был скреплён браком Ивана Ивановича Молодого, сына Ивана III Васильевича, с дочерью Стефана III Великого — Еленой «Волошанкой». В 1498 году Иван III раскрыл заговор В. Гусева, намеревавшегося возвести на русский престол Василия III. 4 февраля наследником был объявлен сын Елены Дмитрий. В качестве матери нового наследника Елена Стефановна принимала активное участие в придворных интригах, была видным деятелем кружка еретиков во главе с Фёдором Курицыным, представлявшего круги, оппозиционные феодальной знати. Елена соперничала с Софьей Палеолог, добивавшейся объявления наследником своего сына Василия. Борьба при дворе закончилась поражением кружка Курицына. Сторонники Елены были казнены, Иван III аннулировал решение о назначении Дмитрия наследником и 11 апреля 1502 года приказал заключить невестку и бывшего наследника в тюрьму. Елена Стефановна умерла в заключении «нужною смертию» в 1505 году. Конфликт между Иваном III и Стефаном III по поводу заключения Елены существенно не отразился на русско-молдавских отношениях, хотя и вызвал некоторые трения. Оба правителя ставили политические интересы на первое место, поэтому семейная ссора дальнейших политических последствий не имела.

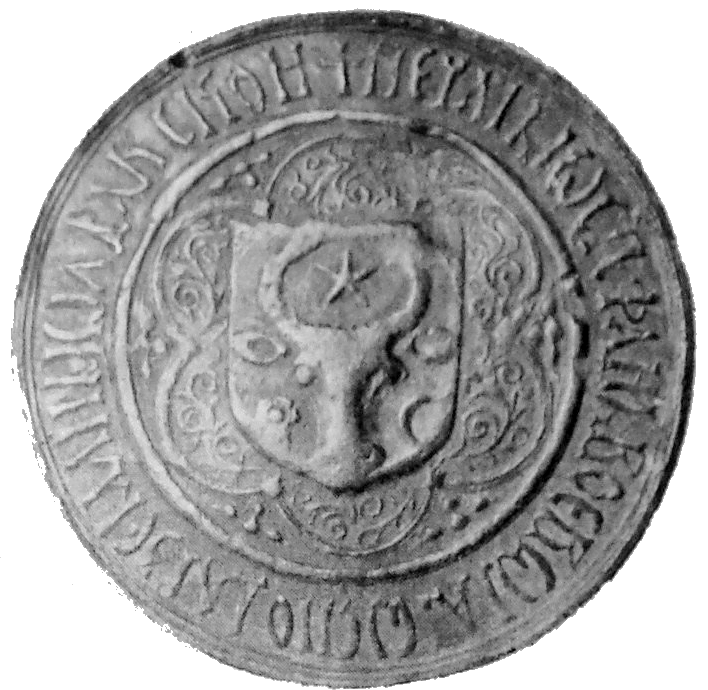
Печать Стефана Великого

#### Усиление Османской империи
Тем временем происходило укрепление Османской империи. Молдавскому княжеству под руководством Стефана всё же удавалось предотвращать прямые военные столкновения с турками при помощи союзов с другими её соседями и регулярной выплаты дани. Однако существовала угроза со стороны турецких союзников, в том числе и Великой Орды. Её хан в 1470 году совершил набег на Молдавское княжество, но в битве под Липницей был разбит. В том же году Стефан прекратил уплату дани туркам.
В 1473 году началась война с Валахией, в которой правил турецкий ставленник, в результате которой Стефану удалось взять Бухарест и посадить на престол Лайота Бесараба. Однако Лайот предал Стефана, перейдя на сторону турок. Сама же Османская империя решила покончить со Стефаном и собрала 100—120-тысячное войско под командованием Сулеймана-паши. Под натиском турок сорокатысячное молдавское войско отступало, сжигая и уничтожая всё позади себя. 10 января 1475 года состоялось решающее сражение, в котором победил Стефан, заранее подготовив засады и соорудив укрепления. Несмотря на победу, внешнеполитическая ситуация для Молдавского княжества была крайне напряжённой. В 1475 году турецкая армия захватила Каффу и Мангуп, чем лишила Молдавию поддержки крымских татар.
В 1476 году Османская империя предприняла новый поход в Молдавское княжество, и войско молдаван вновь начало отступление. 26 июля 1476 года в битве у Валя-Албэ победили турки. Стефан вновь собрал армию, на этот раз избегая крупных сражений и изматывая турок. Вскоре турецкое войско повернуло обратно.

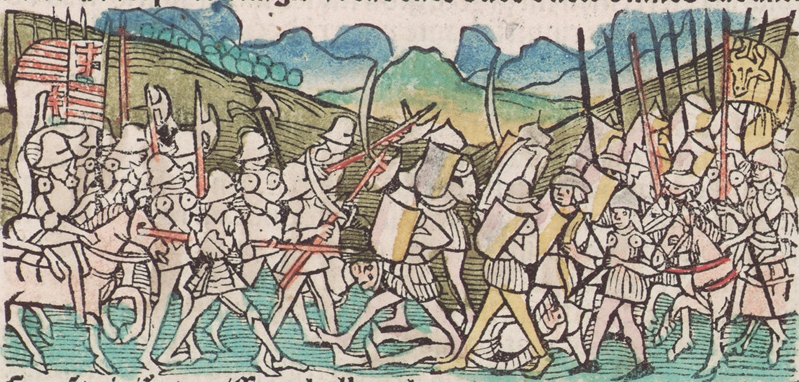
Битва с венгерским войском у Байи

В 1484 году туркам удалось занять Четатя-Албэ и Килию. В 1485 году они снова напали на Молдавское княжество, воспользовавшись отбытием Стефана в Польшу. Войскам турок удалось дойти до Сучавы, тогдашней столицы княжества, однако Стефан срочно вернулся из Польши, собрал армию и разбил турок в битве у озера Катлабух. В следующем году молдаване снова отразили набег турок у Шкеи.
Тем временем в 1487 году Османская империя и королевство Польша заключили союзный договор, что ставило под угрозу безопасность Молдавского княжества. В 1497 году поляки под видом похода на турок пересекли границу с Молдавским княжеством, но, вместо того, чтобы отправиться к молдавско-турецкой границе, повернули к Сучаве и попытались её осадить. Стефан окружил польское войско у столицы молдавских земель, после чего отправил его обратно в Польшу. Поляки повернули назад, что дало Стефану возможность разбить их у Козминского леса. Для Молдавского княжества эта война стала выгодной, так как было заключено новое соглашение с Польшей. Умер Стефан Великий в 1504 году.

### Распри и войны

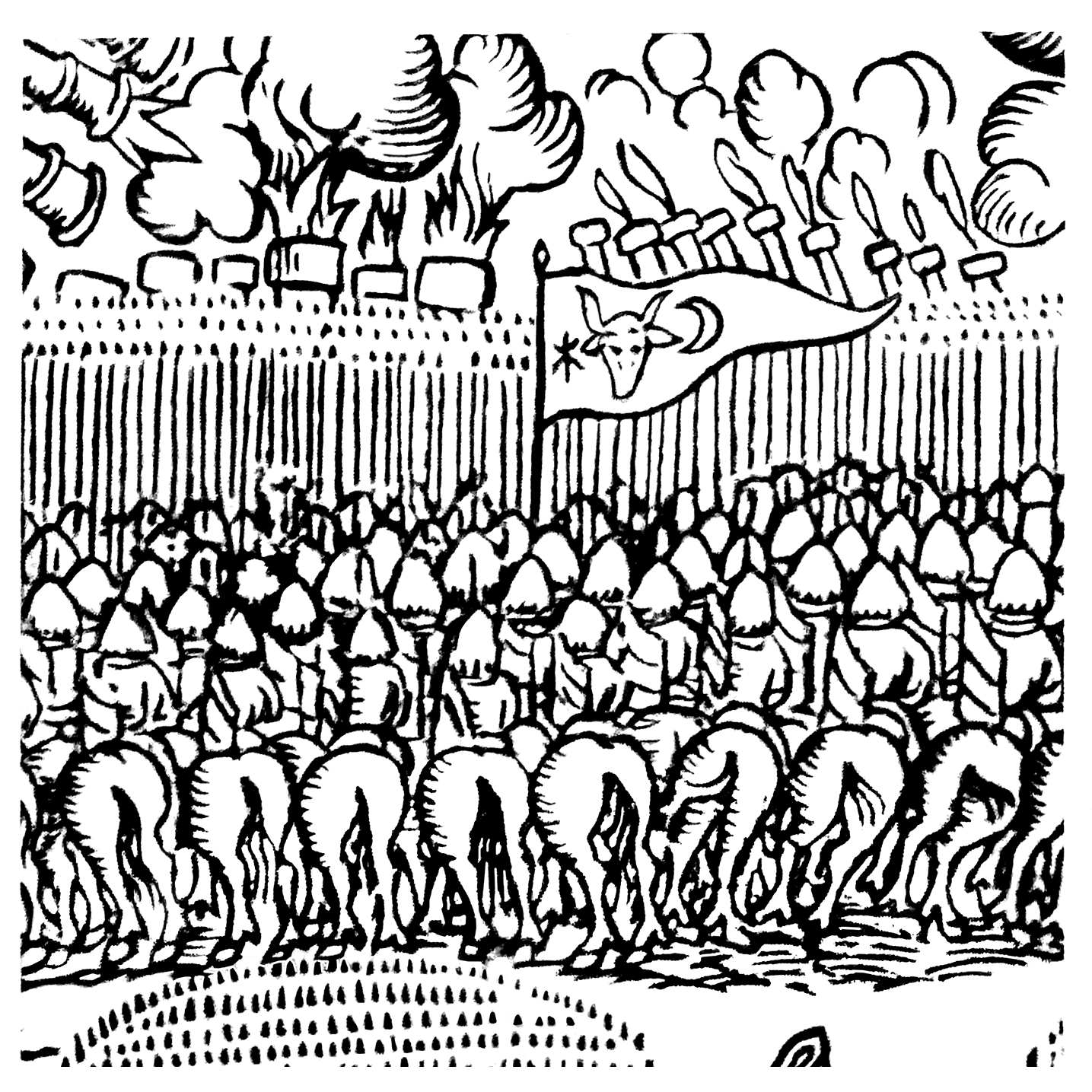
Молдавская конница в битве при Обертыне. 1531

#### Усиление зависимости от Турции
Новым господарем княжества стал сын Стефана Великого Богдан III Кривой. Своё правление он начал с установления более тесных связей с Турцией и войны с Польшей, которая для Молдавского княжества завершилась поражением. В 1503 году с Турцией был подписан договор, по которому ей уступалась Бессарабия, то есть южная часть Молдавского княжества, граничившая с Чёрным морем, реками Прут, Днестр и Буджакской степью. В 1507 году, однако, Богдану удалось победить Раду Великого, господаря Валахии, вторгшегося в пределы молдавских земель. Эта победа вдохновила молдавского господаря на реванш над Польшей, и тот, собрав большое войско, безнаказанно совершил поход в южную часть Польши. Война завершилась договором о мире и взаимопомощи. Тем временем Молдавское княжество постепенно становилось зависимым от Турции. В 1514 году Богдан обязался ежегодно выплачивать дань турецкому султану.
После смерти Богдана III в 1517 году к власти пришёл его сын Стефан IV, также именуемый Штефэницэ. Ему в народе дали такое уменьшительное имя потому, что он взошёл на молдавский престол в возрасте 11 лет. До шестнадцатилетия князя страной управлял его регент Лука Арбор. Около 1520 года Молдавия прекратила чеканить свою собственную монету, так как её казна стала пустой, а требования со стороны Порты лишь росли. В 1523 году Штефэницэ приказал казнить Луку, в ответ на что бояре подняли крупное восстание, которое было подавлено силой. Молодой господарь начал войну с Валахией, но был отравлен в 1527 году своей женой.

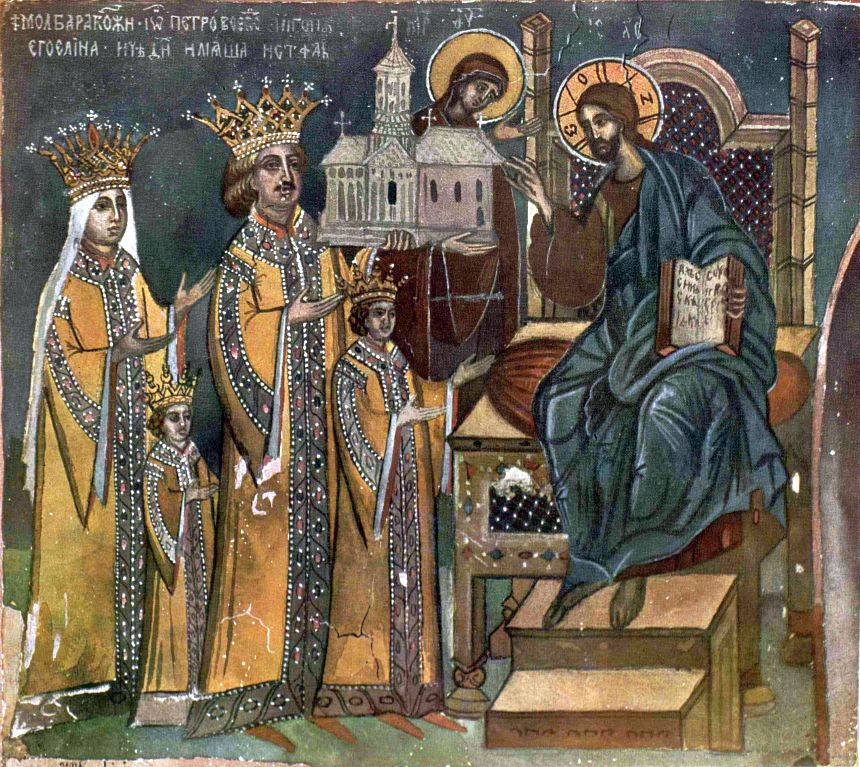
Пётр IV Рареш

Следующим господарем стал Пётр IV Рареш. Он попытался централизовать власть в своих руках и избавиться от зависимости от Турции, установив дипломатические отношения со многими странами, в том числе и Великим княжеством Московским. В ответ турки в 1538 году напали на Молдавское княжество, и Пётр бежал из страны. Турки посадили на престол Стефана V Лакусту, который фактически был наместником Порты. При нём турецкие войска находились на территории всего княжества, а Тигина вошла в состав Османской империи, став турецкой райей Бендеры. Стефана V убили недовольные его политикой бояре. На три месяца (декабрь 1540 — февраль 1541) к власти в княжестве пришёл Александр Корня. Он поднял крупное антитурецкое восстание, собрал армию и совершил ряд походов, которые, однако, завершились неудачей. В 1541 году турецкий султан назначил бежавшего из Молдавского княжества Петра IV новым господарем, и тот при поддержке турецких войск разбил Александра, которого к тому времени уже предали бояре. Умер Пётр в 1546 году.

#### Борьба с турками
Вслед за Петром и Лакустой, при которых Молдавское княжество превратилось в турецкого вассала, господарем стал Илья II Рареш. Он во всём подчинялся турецкому султану, а в 1551 году отдал престол своему брату Стефану VI Рарешу, принял ислам и стал пашой Силистры. Стефан VI правил всего год и был убит в результате боярского заговора. Бояре из Молдавского княжества выбрали новым господарем Иоана Жолдя, а молдавские бояре в Польше, бежавшие туда при Стефане IV, выбрали Александру Лэпушняну (тогда звался Пётр Стольник). Александру разбил войска Стефана IV и сел на молдавский престол. В 1561 году к власти в княжестве пришёл Деспот Водэ, который собрал войско из наёмников и заручился поддержкой турок. Он платил Порте повышенную дань, собирая при этом большие налоги, что вызвало недовольство бояр и народа и привело к восстанию. После него один год правил боярский ставленник Стефан VII Томша, который собственноручно забил дубинкой Деспота Водэ. В 1563 году Александру снова стал господарем. В 1563 году группой молдавских бояр, недовольных своим господарем Стефаном IX, на трон господаря был призван князь Дмитрий Иванович Вишневецкий, и во главе 4 000 войска он вторгся в Молдавию, защищая Молдавию от турок, он был ими схвачен, взят в плён, отправлен в Константинополь, где жестоко казнён.

В 1565 году под турецким давлением столица княжества была перенесена из Сучавы в Яссы.

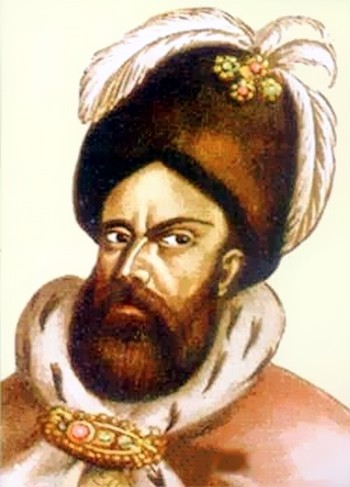
Иоан Водэ Лютый

После его смерти (по одним данным был отравлен женой, по другим — боярами) в 1568 году к власти пришёл Богдан IV Лэпушняну. В 1572 году его на престоле сменил Иоан Лютый. Из грамоты Ивана IV к молдавскому господарю Иоану Водэ Лютому от мая 1574 года известно, что около 1566 года Иоан Водэ жил в России и был там женат (на Марии, дочери князя Симеона Ростовского), состоял на службе у царя. Позже, уже будучи господарем, Иоан Водэ пытался вывезти из России жену и дочь, однако они погибли во время эпидемии. Будучи более лояльным к России, Иоан отрицательно относился к турецкому вассалитету над Молдавией, и поэтому в 1574 году начал крупную освободительную войну от турок. В результате армия Османской империи разбила молдаван, а Молдавское княжество подверглось жестокому грабежу со стороны татар. Турки назначили новым господарем Петра VI Хромого (1537—1594). В 1577 году Иван Подкова, запорожский казак, собрал казацко-молдавское войско и совершил поход на Молдавское княжество. В результате Ивану Подкове удалось занять молдавский престол, но продержался он недолго — поляки заманили его в Варшаву, поймали и казнили в 1578 году. В том же году Молдавское княжество после непродолжительного правления Петра Хромого снова попало к казакам. Из-за войн с казаками и народных волнений Петру Хромому удалось получить престол только 2 сентября 1582 года, до этого правил Янку Сасул. После того, как в 1591 году Пётр VI Хромой оставил престол, до 1600 года в княжестве сменилось пять правителей в ходе Молдавских войн магнатов, которые держались не более нескольких лет. В 1600 году Молдавское княжество вошло в состав государства Михая Храброго, господаря Валахии, однако в том же году отпало от него.

#### Правление Василия Лупу, сближение с Московским государством
В Молдавском княжестве окончательно закрепилась власть турок, султан сам мог «назначать» на должность господаря кого угодно и «снимать» его оттуда. С 1600 по 1634 год на молдавском престоле сменилось четырнадцать правителей, они воевали друг с другом, занимая престол силой, или назначались султаном. Некоторые из них были иностранцами. Дольше всех из них правил Иеремия Мовилэ. В 1634 году к власти пришёл Василий Лупу. В начале своего правления Василий получил от турецкого султана фирман на управление Трансильванией и Валахией, но ему помешали валашские и трансильванские войска. Лупу показал себя независимым правителем, хотя и боялся ослушаться Порту. Во время русско-турецкого конфликта русско-молдавские отношения укрепились, господарь и царь тайно обменивались посольствами. Во многом это произошло из-за русско-турецких противоречий вокруг Азова. Лупу оповещал Москву о ситуации в Турции, Крыму и Польше, эта информация оказалась очень ценной для русских войск. В 1639—1649 годах из Молдавского княжества в Москву было направлено 47 гонцов и послов и 19 — из Москвы в Молдавию. В 1642—1643 годах при дворе Василия Лупу в качестве тайного русского агента проживал Афанасий Ордин-Нащокин, передавший в Москву ряд донесений о польских и турецких делах. В 1645 году молдавский гонец Михаил Иванов в Посольском приказе передал в Москву предложение Василия Лупу о совместном с Московским государством выступлении Молдавии и Валахии против Турции.

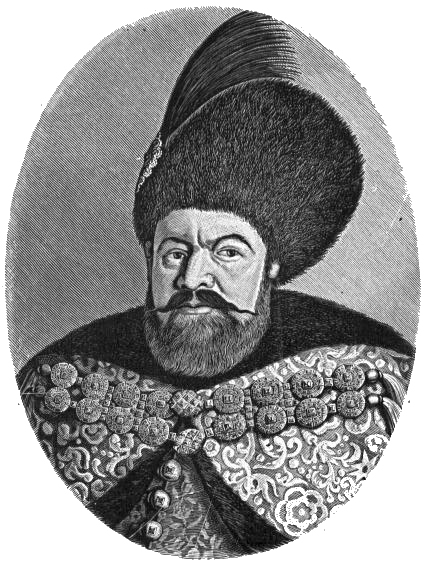
Василий Лупу

Торговые молдавско-русские связи периода правления Василия Лупу напротив оставались незначительными. Из Московского государства в Молдавию поставлялись меха, «моржовый зуб», охотничьи соколы и другое. В 1641 году Молдавия получила три пищали, отлитые в Москве. Из Молдавии в Москву экспортировали предметы роскоши и верховых коней, которые там очень ценились.
В середине XVII века на украинских землях Речи Посполитой произошло восстание Хмельницкого, сопровождаемое крупномасштабными военными действиями. Молдавская аристократия как и молдавский господарь крайне негативно относилась к восставшим. Богдан Хмельницкий опасался возможной угрозы со стороны Молдавского княжества, и поэтому в 1650 году, воспользовавшись конфликтом между татарами и молдавским господарем, присоединился к походу крымских татар на Яссы. Василий Лупу был вынужден заключить мир и отдать свою дочь замуж за сына Богдана Тимофея. Свадьба не состоялась, так как после поражения казаков в битве под Берестечком Лупу начал искать пути заключения союза с Польшей. В 1652 году, после победы казаков в битве под Батогом, молдавский господарь поменял своё отношение к казакам и выдал свою дочь замуж за Тимофея. После этого случая молдавские бояре отвернулись от него, что позволило господарям Валахии и Трансильвании организовать заговор, поймать Василия Лупу и заключить в тюрьму в Стамбуле. Заговор сопровождался военным конфликтом между валашскими войсками и казаками, так как вторым было невыгодно терять союзника. Очередным господарем в 1653 году стал Георгий Стефан.

#### Интриги во власти

Георгий Стефан

Стефан через Хмельницкого начал тайные переговоры с Москвой о переходе в русское подданство, так как среди молдавских бояр протурецкая партия была очень влиятельной, международное положение было сложным, а сам Стефан колебался. В начале 1654 года он направил в Чигирин к украинскому гетману, а потом в Москву Ивана Григорьева, который должен был обсудить условия вхождения Молдавии в состав России. Одновременно Георгий Стефан принял в Яссах русского посла Гавриила Самарина, а потом украинского посла есаула Демко. Однако через несколько месяцев Стефан, под давлением Турции и Трансильвании, перешёл на сторону Польши, задержал запорожских послов, следовавших через Молдавию, и начал подготовку к совместному с поляками походу против Украины. Россия прервала переговоры. Через год Георгий Стефан вновь обратился к России за помощью, объяснив, что его отступничество было вынужденным. В мае 1656 года в Москву было послано посольство Гедеона, которое через полгода добилось согласия о принятии Молдавии в состав России на крайне выгодных для княжества условиях. В январе 1657 года молдавское посольство вернулось в Яссы, но русское посольство, которое должно было принять присягу от Молдавии, так и не было послано из-за неблагоприятных международных обстоятельств. Россия не решилась идти на обострение отношений с поляками и турками.
Георгию удалось продержаться пять лет, после чего он был низложен турками за его антитурецкую политику. Вслед за ним господарем стал Георгий Гика, который продержался у власти недолго. Вслед за ним господарем стал Константин Щербан Басараб — князь соседней Валахии. В 1659 году в результате интриг Константин Басараб был отстранён от должности господаря, на его место встал шестнадцатилетний Стефаница Лупу. Он во всём подчинялся туркам и поддерживал антиказацкую политику. При нём в стране разразился страшный голод, многие умерли, в результате началась ещё и чума. Через несколько лет Стефаница скончался в молодом возрасте, и Молдавское княжество вновь попало в руки к Константину Басарабу. В 1661 году на престоле его сменил Еустратие Дабижа, который придерживался протурецкой политики и в 1662 году совершил совместный с турками поход в Венгрию против проживавших там немцев. Умер в 1665 году, и на престоле его сменил Георгий Дука, которого на два года (1666—1668) сместил Ильяш Александр. В 1668 году Георгию удалось вернуть себе власть, купив её у турецкого султана, но в 1672 году он снова её потерял.

#### Польско-турецкая война

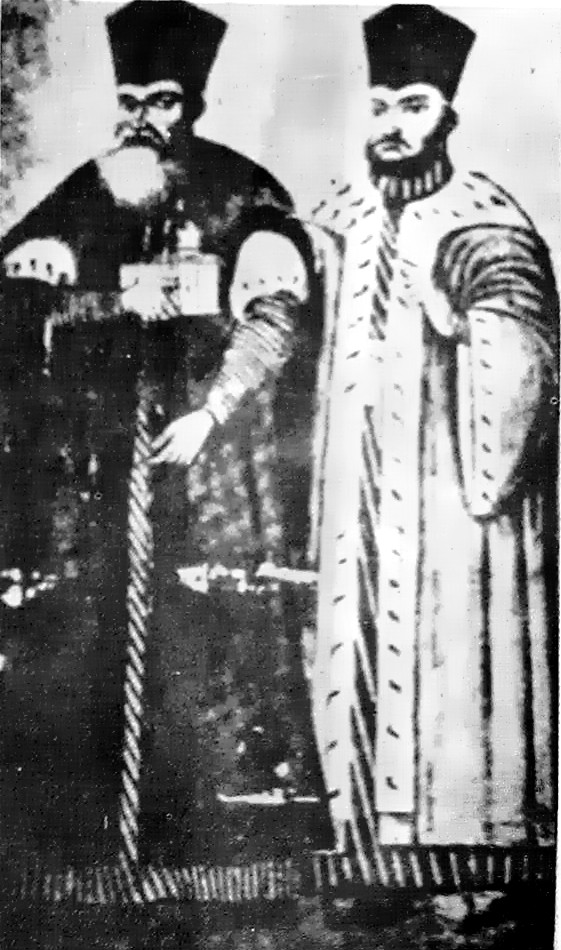
Константин и Антиох Кантемиры

В то же время началась Польско-турецкая война, на территории Молдавского княжества велись крупномасштабные военные действия, молдавские бояре поддерживали то одну, то другую воюющую сторону. В таких условиях господарем стал Стефан Петричейку. Он перешёл на сторону Польши. Турецкая армия была повержена, а польские войска заняли Хотин и часть Молдавии. Однако часть боярства снова переметнулась на сторону Турции. Стефан Петричейку рассчитывал на польскую помощь против турок, однако из-за сложной ситуации внутри Польши эти надежды не оправдались. Тогда он вместе с прорусски настроенными боярами во главе с митрополитом Дософтеем начал переговоры о переходе в русское подданство. В начале 1674 года в Москву прибыл игумен Фёдор, просивший защиты от турок. Молдавское обращение нашло в России хороший приём, так как княжество могло стать ценным союзником, однако Москва не желала открытыми действиями осложнять положение и дала уклончивый ответ на вопрос о подданстве. Всё же Россия предприняла конкретные военные меры — поход против Дорошенко, который по поручению султана теснил Молдавское княжество. Вскоре Петричейку с большой группой бояр, Дософтеем и войском был вынужден искать убежища в Польше, а господарем был назначен грек Думитрашку Кантакузино. При нём в стране разразился страшный голод и эпидемия чумы.
С 10 ноября 1675 года по ноябрь 1678 года господарем княжества был Антон Росетти, греко-левантинского происхождения. 29 марта 1677 года резиденция Молдавской митрополии была перенесена из Сучавы в Яссы, следуя византийской традиции, согласно которой духовная и светская власть должны располагаться в одном и том же городе. 28 ноября 1678 года власть захватил Георгий Дука. По русско-турецкому миру 1681 года, Георгию Дуке был присвоен титул гетмана Украины. В апреле 1683 года по поручению турок отправляется в Вену, но турецкая армия там была разгромлена, а молдавское боярство в это время устроило заговор и провозгласило господарем Стефана Петричейку. По возвращении в Молдавию Дука был схвачен 25 декабря 1683 года и отправлен в Польшу, где он и скончался в заточении в 1685 году. Петричейку выступил с воззванием разгромить турок и восстановить страну. Народ начал истреблять турок и татар, которые удерживались только в крепостях. Петричейку предпринял вторую попытку перехода в русское подданство и сформировал новое посольство в Москву. Но в России уклонились от переговоров из-за сложной международной ситуации и недоверия к господарю, который 10 лет провёл в Польше и вернулся на престол благодаря полякам. Посольство не пустили дальше Киева, Дософтея и других бояр наградили и вернули назад.
Господарём снова стал Думитрашку Кантакузино, на этот раз правивший всего год. Его сменил на престоле Константин Кантемир, правивший восемь лет. Он тайно поддерживал поляков, так как в прошлом служил в войсках польских королей. Следующим господарем стал Дмитрий Кантемир. После правления Антиоха Кантемира, желавшего создать антиосманский союз, в 1703 году турецкий султан стал самолично назначать и смещать с должности молдавского господаря греков-фанариотов, основной целью которых являлся сбор налогов и регулярная выплата дани султану.

### Под властью Османской империи

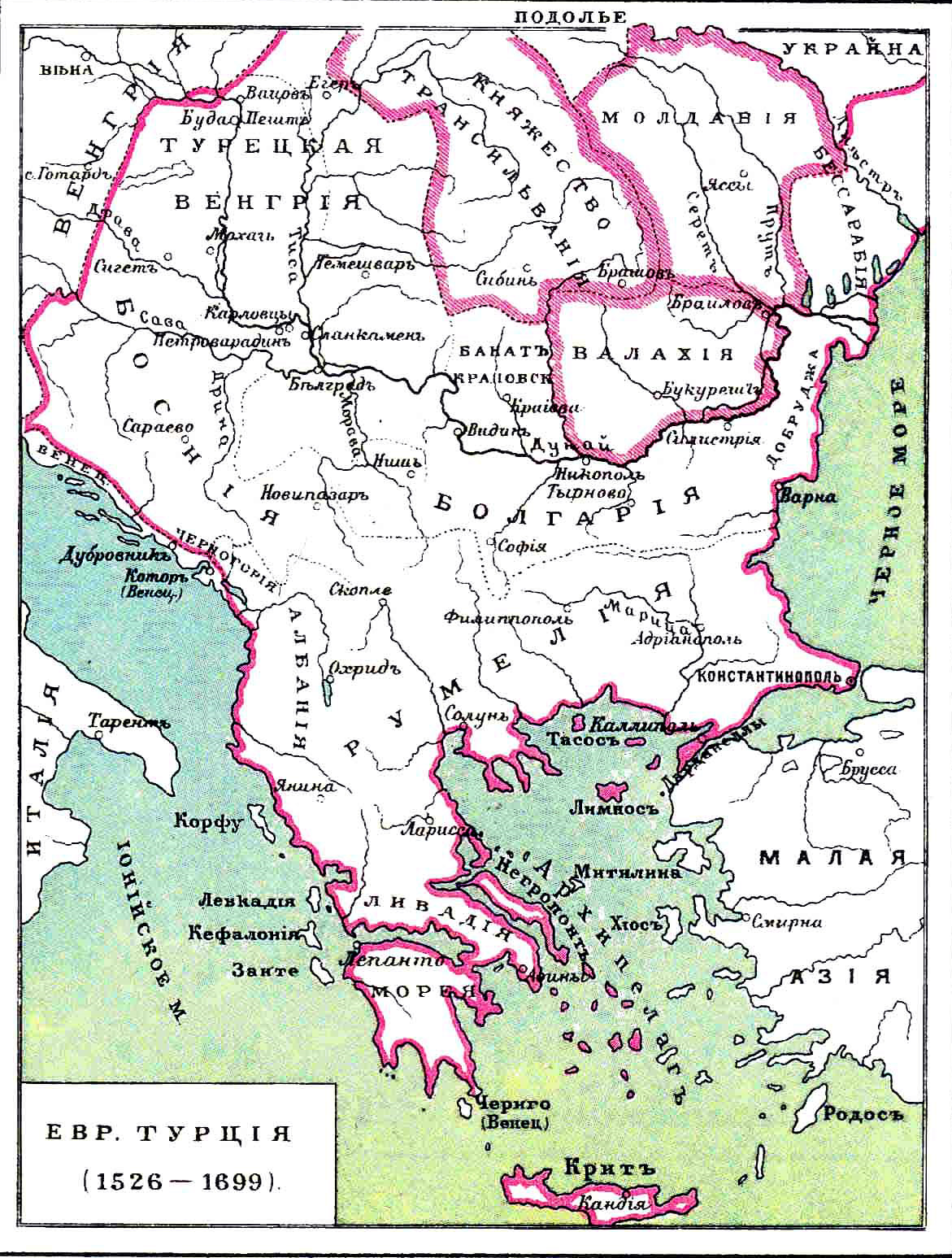
Карта Европейской части Османской империи (1526—1699)

#### Молдавское княжество как турецкий вассал

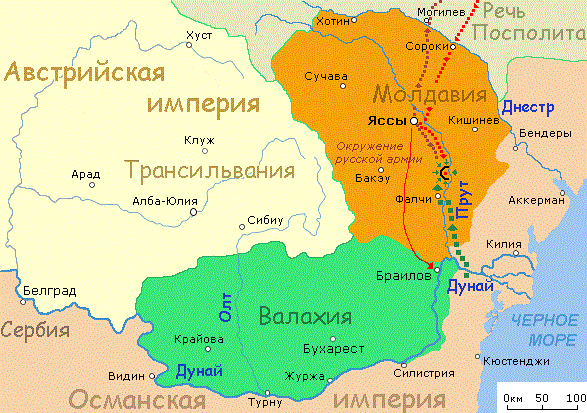
Карта Прутского похода

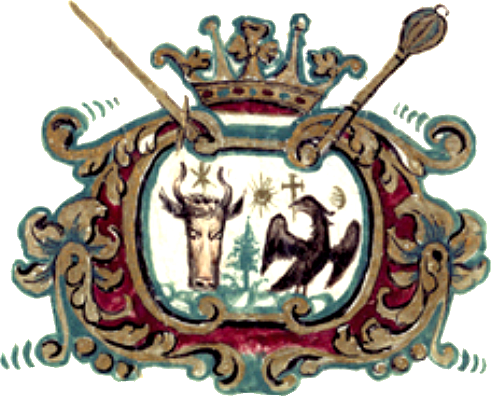
Объединённый герб Молдавии и Валахии при Григорие II Гике

В 1710 году Дмитрий Кантемир, уже правивший княжеством в 1693 году, вновь стал молдавским господарем (его назначил султан). В 1711 году Кантемир, не оправдав надежд султана на свою верность, 13 апреля 1711 года в Луцке заключил с Петром Великим трактат (см. Луцкий договор), обязуясь сообщать ему о турецких делах. Договор содержал 17 пунктов и в основных положениях повторял соглашение, подписанное митрополитом Гедеоном в 1656 году. Молдавское княжество должно было вступить в русское подданство, сохраняя статус независимого, суверенного государства и прежних обычаев внутри страны. Сохранялись и привилегии молдавских бояр. Господарский престол закреплялся за династией Кантемиров. Молдавскому княжеству возвращались земли, захваченные Турцией и превращённые в райи, страна освобождалась от турецкой дани. Многие молдавские бояре были против разрыва с Турцией. Прутский поход завершился для объединённых русско-молдавских войск полным провалом. Дмитрий Кантемир с 1000 молдавских бояр переселился в Россию, где получил княжеское достоинство Российской империи с титулом светлости, значительную пенсию, обширные имения в нынешней Харьковской области и право жизни и смерти над прибывшими с ним в Россию молдаванами.
Молдавские бояре потеряли право избирать господаря. Отныне и до 1849 года Молдавией правили греки-фанариоты, напрямую назначавшиеся турецким султаном. Княжество не имело права самостоятельно вести внешнюю политику и содержать армию. Фанариоты лишь собирали дань и отправляли султану, но Молдавское княжество не было частью Османской империи, как это произошло со странами Балкан, а являлось всего лишь вассалом.
В те же годы на севере княжества развилось народное движение, основной целью которого была борьба против крепостничества и крупных землевладельцев. Хоть оно существовало ещё с XVI века, но к концу XVII — середине XVIII приобрело большую значимость. Повстанцы организовывали небольшие отряды, которые совершали налёты на крупные поместья. Гористый рельеф и близость соседних стран позволяли повстанцам удачно маневрировать и скрываться от наказания. Неоднократно между Россией и Турцией происходили войны, и княжество оказывалось ареной военных действий, из-за чего пришло в упадок и разорение. В XVIII веке в княжестве росло влияние России, и наоборот — турецкое влияние ослабевало. С подписанием Кючук-Кайнарджийского мирного договора в 1774 году Российская империя приобрела право покровительствовать православному населению обоих дунайских княжеств — как Молдавского, так и Валахии. В том же году северная часть княжества была аннексирована империей Габсбургов. На приобретённых землях австрийское правительство образовало герцогство Буковина. В 1779 году по Айналы-Кавакской конвенции было разрешено открыть русское консульство в Молдавии (резиденция находилась в Бухаресте), что позволило усилить влияние в Молдавии, в 1783 и 1786 годах в княжестве открылись австрийское и прусское консульства. В 1806 году против Турции началась очередная война, на этот раз она длилась шесть лет. Успехи русских войск вынудили османского султана подписать Бухарестский мирный договор, по которому Российская империя аннексировала всё левобережье реки Прут. Таким образом, в состав Российской империи вошла восточная часть Молдавского княжества и Бессарабия. Эти территории были объединены, получив название сначала Бессарабская область, а затем Бессарабская губерния. После вхождения восточной части Молдавского княжества в состав Российской империи в ней продолжал развиваться молдавский язык на кириллице, в то время как в западной части княжества, вошедшей в состав Румынии, произошла «чистка» языка от славянизмов и в 1862 году язык был переведён на латинскую графику.

#### Последние годы существования княжества. Создание Румынии

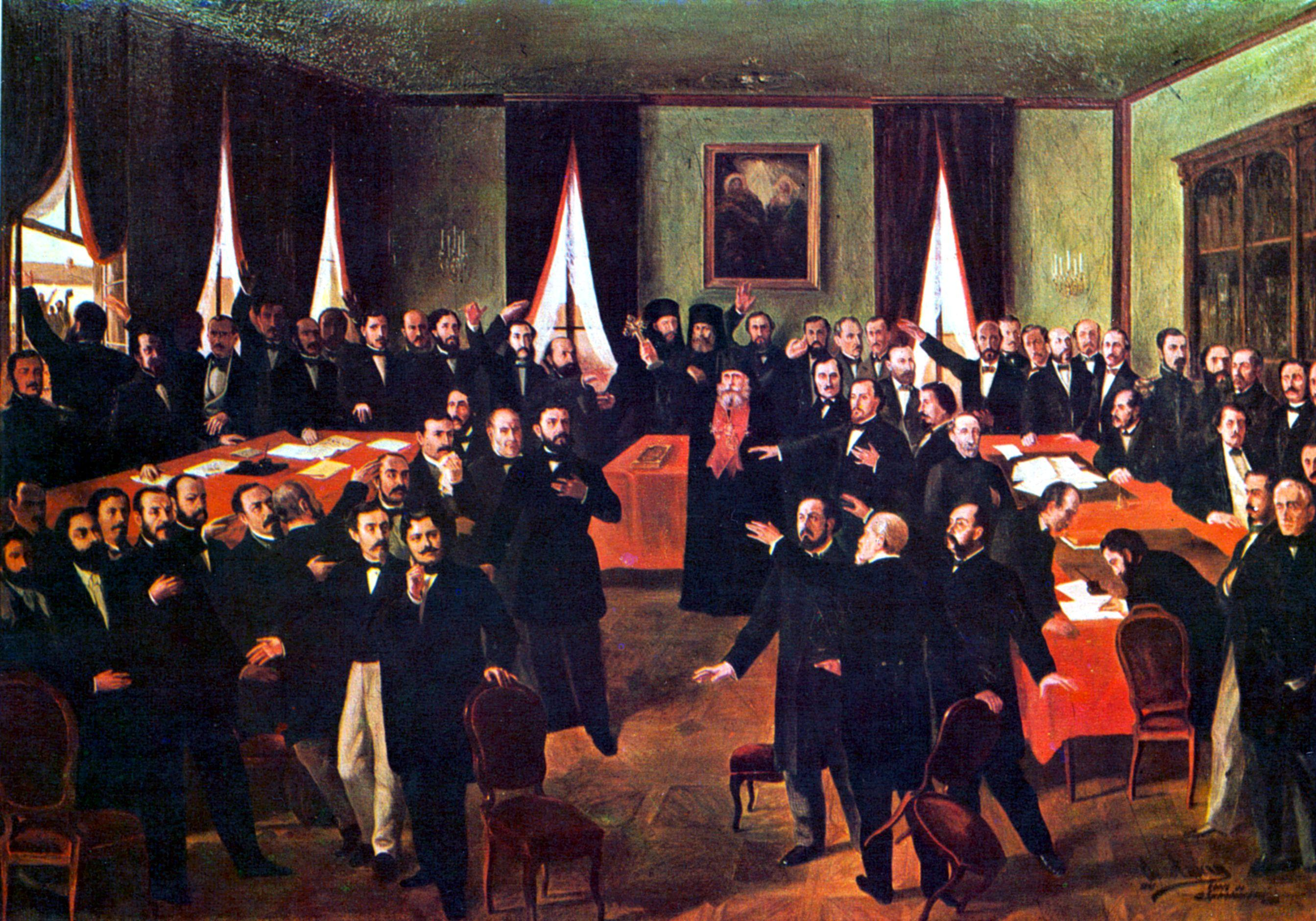
Провозглашение объединения Молдавского княжества и Валахии

Флаг Молдавского княжества в 1834—1861 годах

Большое значение в истории княжества сыграла русско-турецкая война 1828—1829 годов. По её итогам Молдавия и Валахия добились большей автономии в составе Турции, а также попали в зону влияния Российской империи. С 1829 года княжество управлялось Павлом Дмитриевичем Киселёвым, который провёл череду реформ. В 1834 году Павел Киселёв был отстранён от управления Дунайскими княжествами, его место занял Михаил Стурдза. Реформы Павла Киселёва способствовали созданию Румынии.
В 1848 году по Европе прокатилась волна революций; в Молдавском княжестве также была бескровная попытка сместить власть, но молдавский господарь арестовал всех заговорщиков и выслал их из страны, таким образом подавив революцию.
В 1856 году по Парижскому мирному договору, ознаменовавшему окончание Крымской войны, Россия потеряла протекторат над Молдавским княжеством и уступала ему некоторые территории в Бессарабии. Само княжество продолжало оставаться вассалом Османской империи.
5 января 1859 года господарем Молдавского княжества был избран Александру Иоан Куза, участник освободительного движения Молдавии в 1848 году. 23 января того же года Иоан Куза был избран князем Валахии. При нём проводились крупные реформы: аграрная, военная, судебная, административная и другие. 4 декабря 1861 года Высокая Порта приняла «Фирман об административном устройстве Молдавии и Валахии», который утвердил политическое и административное объединение Молдавии и Валахии в составе Османской империи. 11 декабря 1861 года Александру Иоан Куза, будучи одновременно правителем Молдавии и Валахии, опубликовал прокламацию, утверждавшую образование румынской нации. Молдавское княжество, объединившись с Валахией в новое государство — Румынию, — прекратило своё политическое существование.

## Общество
После разгрома монголов в середине XIV века междуречье Прута и Днестра заселили валахи из Трансильвании и Венгрии, что привело к появлению в регионе крупных землевладельцев. Уже к XV веку в Молдавии большая часть крестьян была закрепощена, а количество общинных хозяйств резко сократилось.
Молдавское общество, как и любое общество средневековой Европы, делилось на сословия. Выше всех стоял господарь, обладавший неограниченной властью, которая всё же иногда попиралась боярами, тоже занимавшими высшую ступень общества. В средневековом молдавском обществе бояре владели огромными наделами земли и крестьянами, проживающими на ней. Бояре в зависимости от должности и состоятельности делились на чины. Жили они за счёт ренты — сбора налогов с подконтрольных им земель. После 1741 года бояре, поколениями занимавшие высокие должности, выделялись в отдельное сословие — нямурь. Ступень ниже занимали бояринаши, также имевшие земельные наделы и крестьян, но обладавшие меньшими полномочиями. В XIX веке сначала в присоединённой к России Бессарабии, а затем и в самом Молдавском княжестве это сословие было упразднено. Ступенью ниже находились мазылы, богатые землевладельцы, владевшие имением и пользовавшиеся государственными льготами. Позже это сословие было упразднено вместе с бояринашами. Также землевладельцами являлись резеши. Все их земли являлись общинными, работали они только на себя, не пользуясь льготами, и жили поселениями.

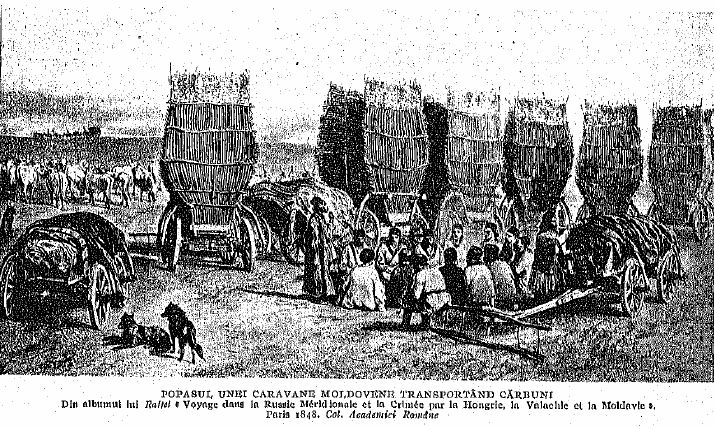
Молдавский караван

Ещё ниже стояли царане — лично свободные, но феодально зависимые крестьяне. Они имели право уйти от феодала, но продавались вместе с землёй. Хозяином таких крестьян мог выступать как боярин, так и государство. Нижнее сословие составляли холопы и цыгане — полностью подчинённые и зависимые от феодала люди. Они были бесправными, не могли уйти и продавались, как и царане, вместе с землёй.
Отдельно от сословий находились горожане и служивые люди. Первые являлись ремесленниками и жили только в городах, а вторые не платили налогов, не были прикреплены к земле и жили за счёт государства, участвуя в войнах. В 1711 году, с роспуском армии, это сословие прекратило своё существование.

## Языковая ситуация
Укоренение болгаро-славянской культуры среди румынских (влашских) элит в будущих княжеств Молдавии и Валахии начинается ещё с периода Первого Болгарского царства, а точнее — с организации болгарской церкви князем Борисом-Михаилом во второй половине IX века. Подчинённая в иерархическом отношении патриарху Константинопольскому, эта церковь стала единственным и наиболее близким образцом для формирования канонической церкви у румын. Болгарское государство, временно распространившее своё политическое господство в IX–X веках и на обширные территории к северу от Нижнего Дуная, навязало в этих регионах — включая области к востоку и югу от Карпат — при содействии своей церковной иерархии собственный тип церковной организации. Эта организация включала, наряду с другими элементами, и язык богослужения. В этих условиях, церковь у средневековых румын — народной по своему характеру и развивавшейся на латыни, но лишённой канонической организации, в IX–X веках начинает утверждаться южно-дунайская византийско-болгаро-славянская модель. Ключевым внешним элементом этой модели становились церковнославянский язык богослужения и кириллица.
Церковнославянский язык занимал первостепенное место в зарождении светской литературы в Молдавском княжестве. Так, румынский историк Петре Панаитеску доказал, что автор первой молдавской летописи ориентировался на образцы славянских соседей: заглавие сочинения следует славянской, а не византийской традиции; порядок упоминания имён в летописи основан на генеалогическом, а не хронологическом принципе, как это было принято в византийских произведениях, и так далее. В Молдавском и Валашском княжествах монастыри являлись главными центрами культурной деятельности. В период с XV века до первой половины XVII века монахи обеих стран активно занимались переписыванием славянских рукописей, из которых до наших дней сохранилось около 1000. Эти рукописи тем самым сохранили среднеболгарские, а в определённой мере и сербославянские версии большей части византийско-славянского религиозного литературного наследия. С другой стороны, несмотря на важную роль церковнославянского языка в развитии светской литературы в румынских княжествах, он оставался языком лишь части духовенства, крупных бояр и образованной элиты, но никогда не был языком народных масс, которые произносили свои молитвы и создавали чрезвычайно богатый фольклор на румынском языке. Даже в тот период, когда создавались важнейшие оригинальные произведения на церковнославянском языке, его первенство как литературного и государственного языка уже оспаривалось румынским языком. Американский историк Кит Хитчинс, в связи с постепенным замещением церковнославянского старорумынским языком объясняет: 
«Этот постепенный, но неуклонный переход представлял собой реакцию на изменения в румынском обществе и на мощные внешние влияния. В княжествах всё большее значение приобретали новые социальные слои, нуждавшиеся в практичном и доступном средстве общения. Мелкое боярство, купечество, чиновники и низшее духовенство не имели ни малейшей возможности овладеть славянским языком, а даже те, кто им в какой-то степени владел, считали его непригодным для нужд администрации и торговли».
Начиная с XVI века, в Молдавском и Валашском княжествах усиливается роль румынского языка в общественной, административной и культурной жизни. Постепенно он вытесняет церковнославянский язык, становясь основным языком канцелярии, официальных документов, хроник и даже богослужения уже с XVII века, и это одновременно с утверждением румынского ренессансного гуманизма, который проник раньше в Трансильвании, из-за прочных связей с католическими и немецкими государствами. В Молдавском княжестве румынский язык стремительно утверждается как язык письменной культуры и церковной жизни в период правления господаря Василия Лупу (1634–1653), когда начинается и модернизация политических и культурных институтов. В 1643 году в Яссах выходит из типографского станка первое печатное издание на старорумынском языке — книга митрополита Варлаама «Румынская книга наставлений» (также известная как Казания). Как указывается в предисловии, книга была написана «на нашем румынском языке» из стремления «донести Святое Писание как можно более понятливо для людей…». Первым юридическим документом на старорумынском языке считается «Избранное Правило» (Pravila aleasă), написанная в 1632 году молдавским боярином Логофэтом Евстратием. В книге касательно перевода написано: «…стремясь следовать учению и, не обладая природной способностью, я взялся перевести эту почтенную книгу с греческого языка на этот язык, который ныне называется румынским».

## Управление

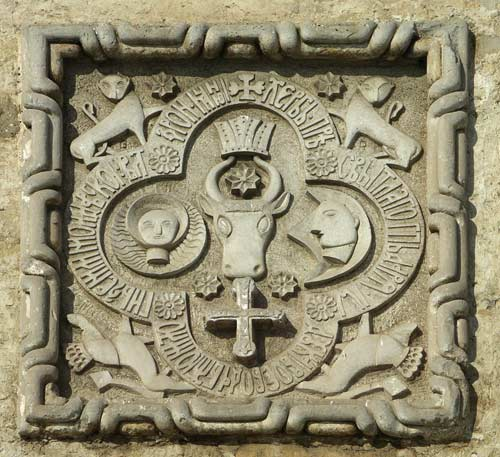
Герб Молдавии, высеченный на стене церкви в монастыре Четацуя в Яссах

Княжеством управлял господарь, власть которого ограничивалась боярами. Господарь обязан был считаться с их мнением как во внутренней, так и во внешней политике. Бояре делились на «великих» и «малых». «Великие» бояре занимали высшие должности и могли быть избраны в помощники господарю. «Малые» бояре напрямую подчинялись «великим» и являлись исполнительной властью на местах. В отличие от «великих» бояр, они не получали вознаграждения за службу, поэтому занимались поборами налогов с местного населения. При господаре постоянно находились люди, имевшие определённые чины и выполнявшие определённые повинности. Это Армаш, выполнявший судебные функции, великий вистерник, следящий за казной страны, великий ворник, замещавший господаря во время отсутствия, портар, служивший переводчиком на приёмах, великий логофет, держатель печати, занимавшийся канцелярскими делами, писарь (молд. и рум. grămătic). Во времена фанариотского режима при господарском дворе обязательно присутствовал представитель султана — эфенди.
Собственно Молдавское княжество делилось на две части — Верхняя страна (Цара-де-Сус) и Нижняя страна (Цара-де-Жос) (которое периодически включало в себя также и Бессарабию. В каждой из этих двух частей находился господарский наместник — каймакам. В свою очередь, эти две части делились на более мелкие с центрами в отдельных городах. Каждым городом управлял ворник, из жителей города формировался городской совет, главой которого считался войт или шойтуз. Функции управляющего дистриктом (округом) вокруг отдельного города выполнял пыркэлаб. Самым нижним звеном в системе управления княжеством занимал ватаман — сельский староста, который считался со мнением боярина, на земле которого находилось его село.
С приходом турок господарь стал избираться боярами, а родственники господаря (обычно сыновья) в знак верности направлялись в Стамбул. В княжестве фактически была олигархия, так как бояре и крупные феодалы решали всё сами на совете без господаря. С 1711 года бояре потеряли право на избрание господаря, и он стал назначаться султаном Турции раз в три года. Такие господари обычно были не из Молдавского княжества и не имели права управлять княжеством, занимаясь только сбором налогов и отсылкой дани султану. Они получили название фанариоты.
Когда междуречье Прута и Днестра было присоединено к Российской империи, на его территории возникла Бессарабская губерния, и власть в ней перешла к российскому губернатору и к российским законодательным, судебным и исполнительным органам. По Адрианопольскому мирному договору 1829 года между Россией и Турцией в Дунайских княжествах вводились два практически идентичных Органических регламента (позже как дополнение к регламенту была принята Парижская конвенция 1858 года). В Молдавском княжестве регламент вступил в силу в июле 1831 года и заменял конституцию, установив в стране конституционную монархию. Власть господаря ограничивалась парламентом («Адунаря Обштяскэ»), в который должны были войти представители от разных сословий.

## Войско
У Молдавского княжества было собственное войско, которое охраняло границы княжества и совершало походы против соседей. Оно делилось на две части: регулярную, также называемую «малым войском», и «большое войско». В регулярной части служили в основном профессиональные военные, господарские отряды и отряды отдельных бояр, а также наёмники. Оно ни при каких обстоятельствах не распускалось и насчитывало 10 000 человек. «Большое войско» состояло из 40 000 человек, созывалось только в крайних случаях, и в нём служила большая часть мужского населения княжества, способная держать оружие.
В обоих войсках в основном были крестьяне, но кроме них там присутствовали и бояре со своими подданными. Господарь не всегда мог им доверять и полагаться на них, поэтому иногда прибегал к услугам наёмников и соседей. Стефан Великий провёл ряд реформ, которые позволили ограничить и уменьшить влияние бояр в армии, а также призвать большее количество свободных крестьян. Горожане тоже имели обязанности, это дозорная (охрана города) и военная (служба в войске). Согласно польскому хронисту Яну Длугошу все крестьяне должны были носить оружие. Если кто-то отказывался это делать, его приговаривали к смертной казни.
В XV веке оружие служилых бояр и придворных (куртян) состояло из мечей, сабель, луков и пик, а обмундирование из кольчуг, шлемов и щитов. Крестьяне вооружались топорами, рогатинами и косами, а для защиты использовали льняные рубахи, вываренные в масле. Стефан Великий начал использовать пушки. В тактике боя использовались лесные засады с подрубленными деревьями, выбор места сражения, не позволяющий неприятелю маневрировать, укрепления из поваленных деревьев.
Главнокомандующим в войске был господарь, в его отсутствие эту должность занимал великий ворник. Нередко должность господаря занимали воеводы. Ниже воеводы, господаря или великого ворника стоял гетман. Ниже его по званию шли бояре, которые обязаны были служить в войске. Вместе с ними в войско набирались и их подданные. Отдельно служили резеши, живущие общинами и неподчинённые феодалу и господарю. Они составляли кавалерию.
В княжестве процветало фортификационное строительство, крепости сооружались из дерева, камня и кирпича, наиболее известными из них являются Хотинская, Сорокская, Орхейская, Бендерская, Белгород-Днестровская крепость и др. В каждой крепости был начальник — пыркэлаб.
С XVII века в войско Молдавского княжества часто вливались запорожские казаки. Например, из записок Моро-де-Бразе известно, что они наравне с молдавскими добровольцами принимали участие в Прутском походе 1711 года. После поражения объединённых русско-молдавских сил в Прутском походе молдавское войско было ликвидировано. Только по Адрианопольскому мирному договору 1829 года Молдавскому княжеству было разрешено восстановить свою армию.

## Экономика

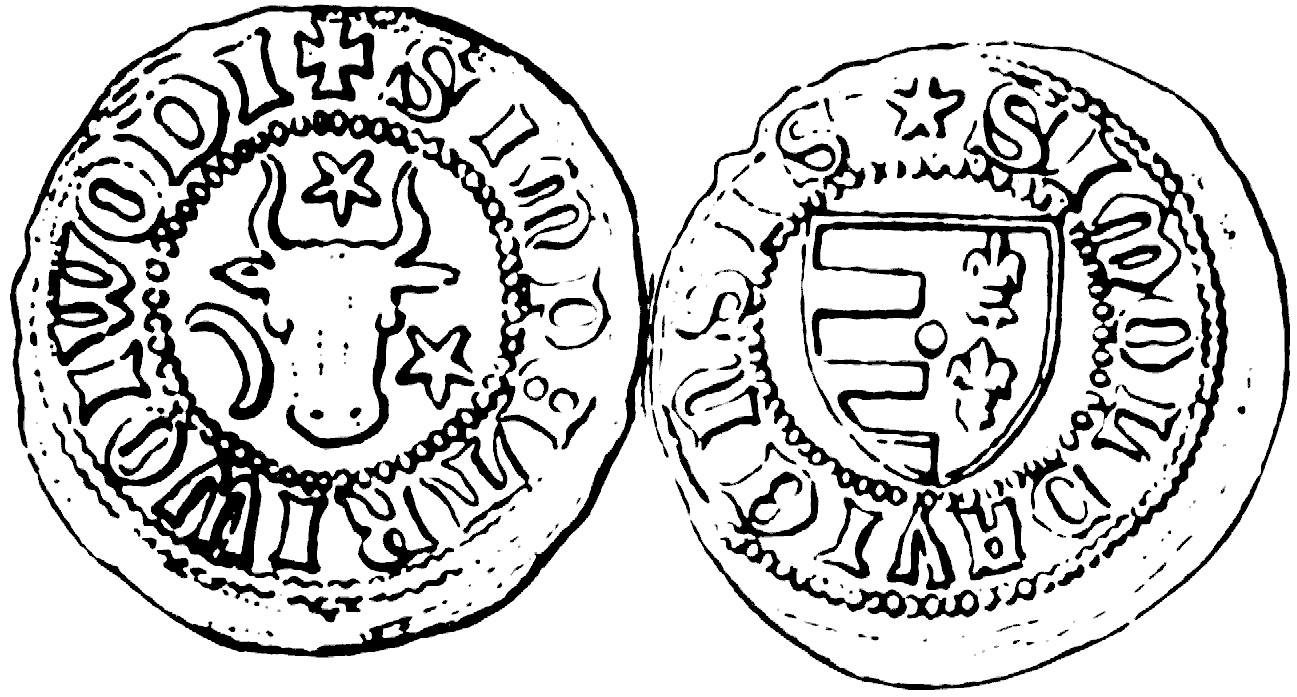
Монета Петра I Мушата

Несмотря на опустошительные нашествия монголо-татар, молдавская экономика XIV века заметно росла. Это объяснялось ростом производственных сил и улучшением технологий производства. Основой экономики княжества было сельское хозяйство, в котором преобладало животноводство. В земледелии большое значение имело огородничество, садоводство и выращивание винограда. Возделывались также яровая пшеница, ячмень, просо, горох, чечевица, полба, конопля и лён. В документах XV века упоминается капуста. Картофель появляется с XVIII века. В животноводстве важную роль играло коневодство и разведение мелкого рогатого скота. Польский автор начала XVI века М. Кремер писал: «Молдаване меньше занимаются земледелием и преимущественно живут за счёт стад скота, так как их страна полна очень хорошими быками и коровами».
В Молдавии были развиты морское, озёрное и речное рыболовство, которое было наиболее распространено в бассейнах нижнего Дуная, Днестра, Прута и Сирета. Основными видами рыб были судак, окунь, сазан, лещ, тарань, а также белуга и карп.
Активно развивалось ремесло и товарообмен между городами, что способствовало их развитию и росту. Одновременно выросла внутренняя торговля. Этому поспособствовал активный товарооборот между крестьянами и ремесленниками, которые закупали у крестьян сырьё для производства и затем продавали готовый товар им же или реализовывали его на территории города (например, пекарь). С ростом торговых отношений значительно расширялись старые и сооружались новые города. Из наиболее крупных городов того времени можно выделить Яссы, Сучаву, Килию, Аккерман.
Молдавское княжество имело важное стратегическое положение и через него проходили торговые пути из Польши и Германии в Византию, из Венгрии и Трансильвании к русским княжествам, из Валахии в Польшу и др., что также не могло не сказаться на развитии княжества. Особенно широко разрослись города с выходом к Чёрному морю, такие как Килия и Аккерман. В XV веке торговое значение Молдавского княжества значительно выросло. Молдавские купцы и господари активно начали заключать сделки с иностранными городами. Известны договоры 1409 года со Львовом и 1413 года с Брашовым. Большой популярностью у иностранных купцов стал пользоваться «молдавский» торговый путь, проходивший по линии Краков↔Львов↔Сучава↔Чёрное море. Через территорию Молдавского княжества стала популярной транзитная торговля. С востока во Львов через Молдавское княжество везли ткани и пряности, с юга в Северную Европу — воск, серебро и т. д. К XV веку в городах Молдавского княжества торговали купцы из Москвы, Литвы, Греции, Генуи, Армении, Польши, Валахии и др. земель и государств. Купцам из украинских земель предоставлялись особые торговые привилегии.

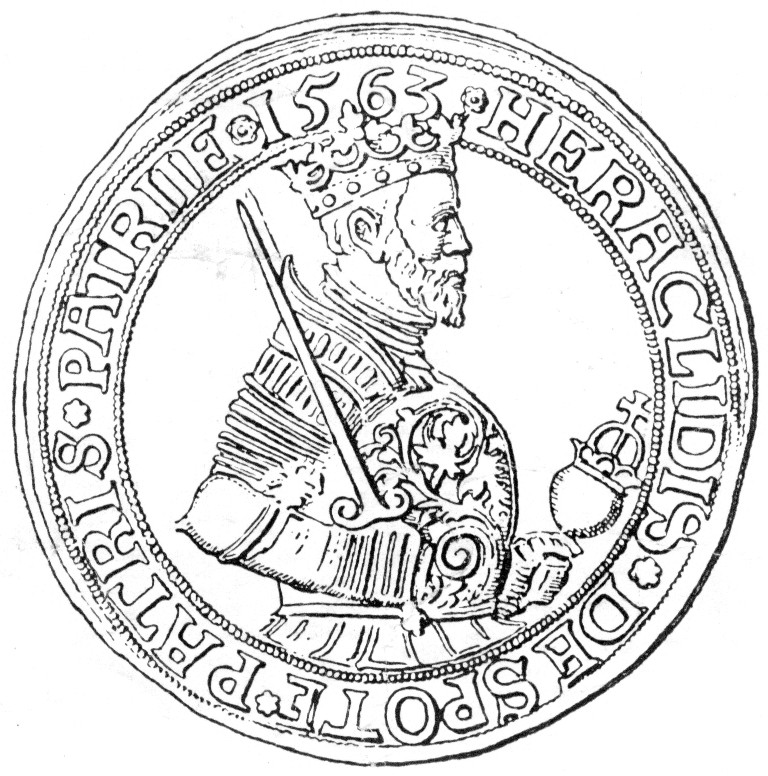
Монета с изображением Деспота Водэ

В Молдавское княжество ввозились сукно и бархат из Кёльна, Ипра и Лувена, литовское полотно и оружие из Львова, металлические изделия и ткани из Трансильвании, соль и медь из Валахии, а также другие готовые ремесленные изделия из других стран. Из Молдавского княжества вывозились овцы, крупный рогатый скот, лошади, зерно, вино, кожа, рыба, поташ, табак, меха и другие товары. В XVI—XVII веках начал преобладать экспорт товаров из Молдавии. Один из европейских путешественников Блез де Виженер отмечал: «Молдаване посылают свой скот не только в Венгрию и Россию, но и в Польшу, Пруссию, Силезию, Германию, Италию, Турцию». Однако постоянные войны мешали торговле, в частности набеги запорожских казаков и крымских татар.
Казна Молдавского княжества пополнялась как от торговли, так и от налогов. Все налоги собирались с жителей городов, а точнее — со среднего их слоя (ремесленников). В казну господаря шёл только подушный налог, остальное — в богоугодные заведения (церкви, храмы, монастыри и пр.) и городскую казну. Деньги, полученные от налогов и торговли, позволяли господарям Молдавского княжества централизовать и укреплять свою власть над княжеством. Однако большая часть денег уходила на оплату дани туркам и прочие расходы, поэтому господарь Дмитрий Кантемир заметил: «Наша страна постоянно страдает от недостатка денег, хотя вывозит за границу гораздо больше, чем оттуда ввозит».
Первым чеканить молдавские монеты стал Пётр I Мушат. Его монеты были найдены в Крыму, на побережье Чёрного моря, в Литве, Польше, на Балканах (бывшая Югославия). Практически все последующие правители чеканили свои деньги по образу его монет. Однако с приходом турок султан Османской империи запретил чеканить молдавские монеты, поэтому в княжестве ходили деньги из соседних стран: дукаты, угии, флорины, цехины, скуды, талеры, орты, шостаки, потроники, гроши, динары, аспры.

## Культура
Основные статьи: Культура, Литература, Музыка, Архитектура.

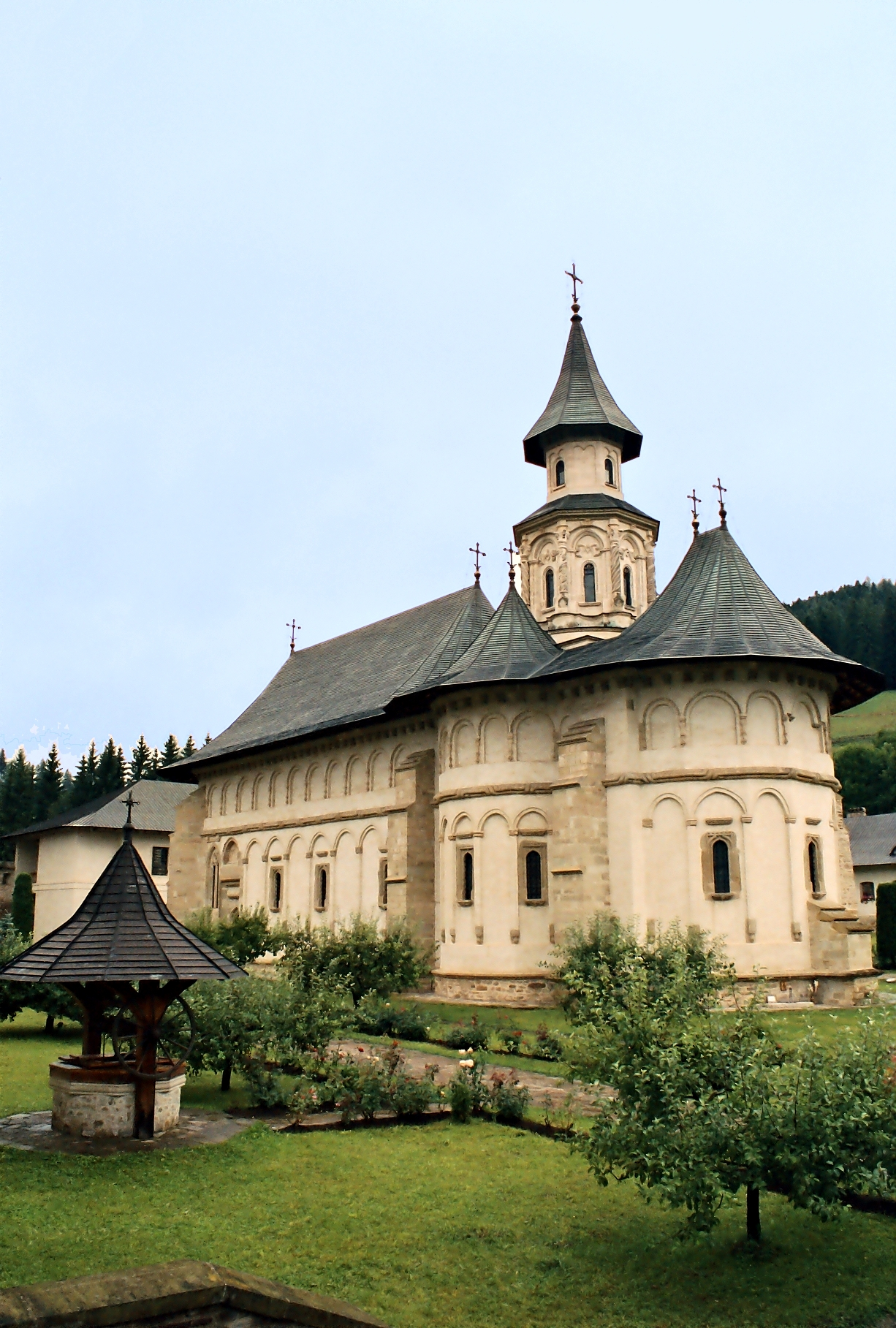
Монастырь Путна

О культурной развитости Молдавского княжества можно судить по устному народному творчеству, памятникам архитектуры и живописи, летописям, археологическим находкам. Устное народное творчество активно развивалось в период Средневековья; по народным песням, балладам, сказаниям можно узнать многое о прошлом Молдавского княжества, быте его населения, традициях, войнах и прочих аспектах жизни.
Известно, что молдавские мастера умели искусно изготавливать изделия, о чём свидетельствует большая серебряная кадильница в Путне, подаренная Стефаном Великим, и некоторые другие изделия из драгоценных металлов.
Живопись Молдавского княжества из-за распространённости православия в регионе попала под влияние византийской. Расписывались в основном стены церквей, монастырей, храмов. В настенной росписи стоит отметить гибкость контурного рисунка, спокойный тон повествования, традиционность. Со временем в росписях появилось актуальное содержание, например, политико-религиозное (на изображениях об «Страшном суде» турок причисляли к грешникам).

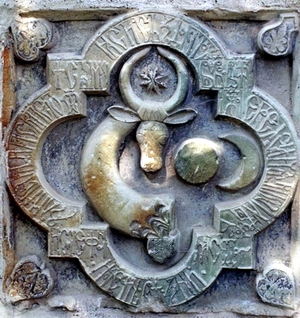
Герб Молдавского княжества на стене Побратского монастыря

При церквях организовывались школы. Господарь Василий Лупу вместе с Варлаамом в 1637—1643 годах открыл в Яссах первую молдавскую типографию. Туда из Москвы, Киева и Львова было завезено оборудование и бумага. Всего в типографии было напечатано 8 книг, среди них «Казания Варлаама» (1643) и первый молдавский сборник законов — «Уложение Василия Лупу» (1646). В 1653 году из-за политических неурядиц типографию закрыли. Вновь она открылась в 1681 при Дософтее. По письменным источникам можно узнать, что широкое распространение в княжестве в XIV—XV века получила кириллица и летописи писались на старославянском. При господарях-фанариотах некоторые молдавские летописи писались также на греческом. В XIV—XVI веках официальным языком княжества был церковнославянский и лишь с XVII века в делопроизводстве начинает применяться молдавский язык. Абсолютное большинство письменных источников Молдавии XIV и XV веков составлены на славянском языке и начертаны кириллицей.
Хорошо развитой была архитектура Молдавского княжества. До наших дней сохранилось большое количество молдавских храмов и крепостей, построенных в Средние века и Новое время. До середины XV века основным строительным материалом служило дерево, при Стефане III Великом оно было заменено камнем. Также при этом господаре активно развивалась культовая архитектура, были построены многие церкви и монастыри, которые отличались от более ранних строгостью постройки. В Молдавское княжество из Трансильвании, Польши и Венгрии проникали и западные веяния. Со временем в княжестве распространились традиции русского зодчества. На территории современных Украины, Румынии и Молдавии сохранились архитектурные памятники Молдавского княжества.

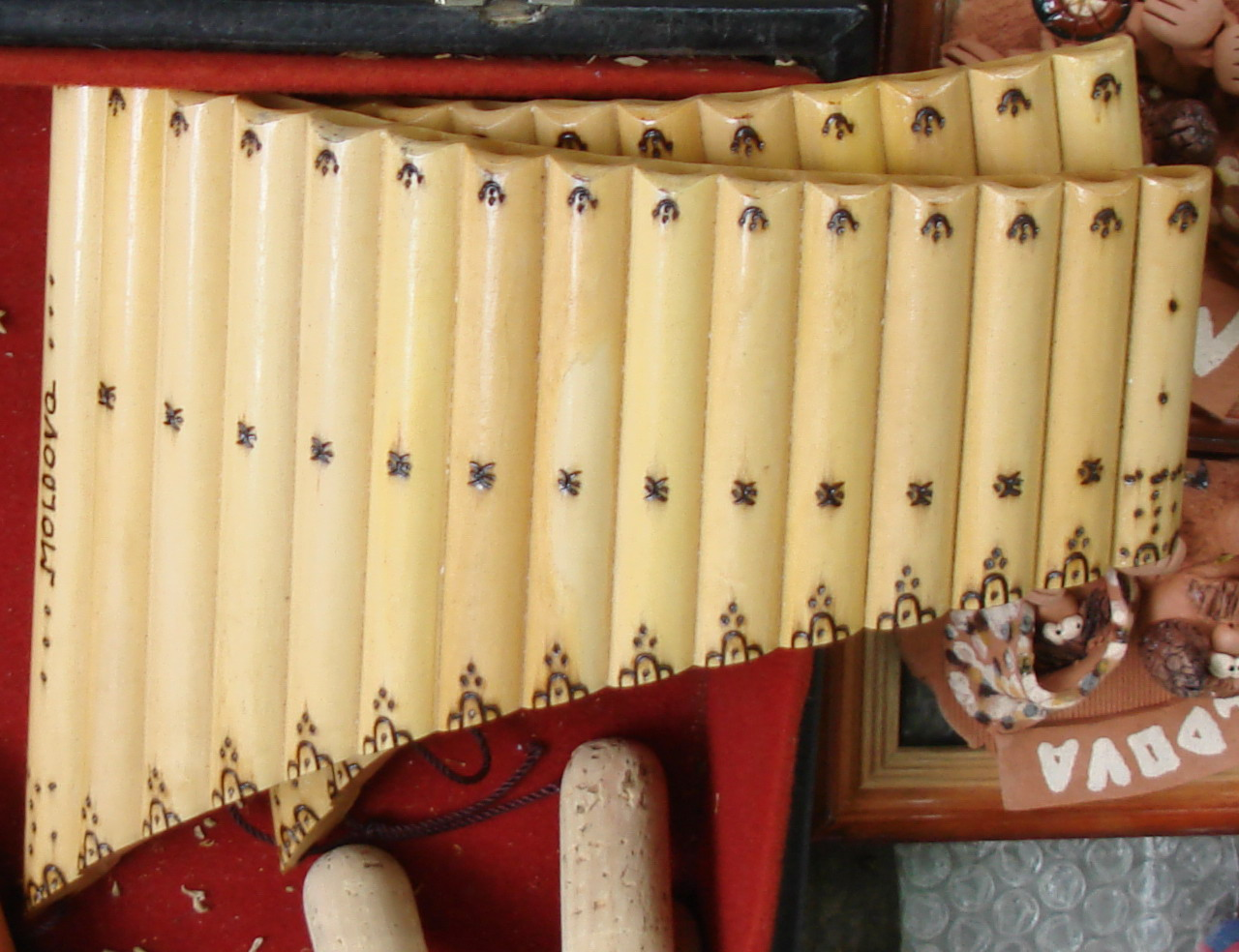
Най — народный молдавский инструмент

Музыкальная культура возникла в Молдавском княжестве в средние века, оставив богатое наследие, которое сохранилось и до наших дней. Это различные народные песни, музыка, танцы. Со времён Молдавского княжества в современной Молдавии сохранились дойны, колинды, урэтуры, сноавы. Отдельно стоит отметить народную балладу «Миорица», положенную на музыку. В Молдавском княжестве музыкой занимались и профессионально; например, около 1500 года в Путнянском монастыре была создана певческая школа. В средневековой Молдавии появились современные народные молдавские инструменты, такие как най или флуер.

## Источники и историография

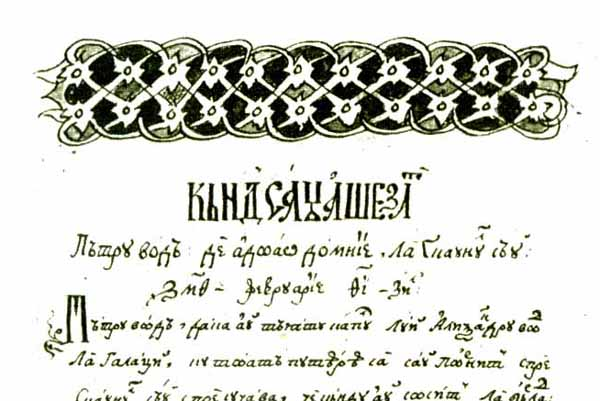
Страница из «Летописецул цэрий Молдовей…»

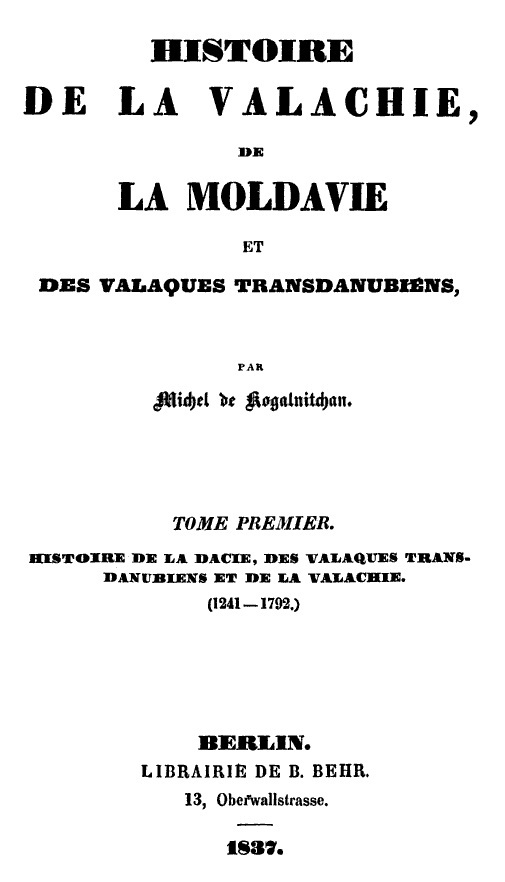
Книга М. Когэлничану, посвящённая истории Валахии и Молдавии

## Карты княжества

Молдавское княжество. Карта 1370 года
Молдавское княжество. Карта 1500 года
Молдавское княжество. Карта 1540 года
Молдавское княжество. Карта 1542 года
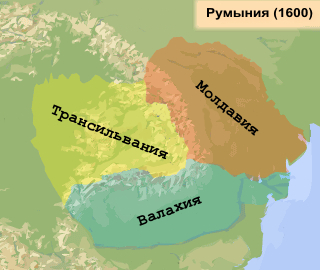
Дунайские княжества в 1600 году. Современная карта
Земли, потерянные Молдавским княжеством. Карта 1812 года
Молдавское княжество. Карта 1836 года
Молдавское княжество в 1861 году. Современная карта